# Playa de Omaha
Playa de Omaha fue el nombre en clave de unos de los principales puntos de desembarco de la invasión aliada de la Francia ocupada por los alemanes en los desembarcos de Normandía del 6 de junio de 1944, durante la Segunda Guerra Mundial. La playa estaba situada en la costa norte de Francia, frente al Canal de la Mancha, y tenía 8 km de longitud, extendiéndose desde el este de Sainte-Honorine-des-Pertes hasta el oeste de Vierville-sur-Mer. El desembarco en este sitio fue clave ya que permitía enlazar los desembarcos británicos del este con el desembarco estadounidense del oeste, asegurando así la costa de Normandía. El Ejército de los Estados Unidos se encargó del desembarco en esta playa contando con transporte marítimo proporcionado por la Armada de los Estados Unidos y elementos de la Marina Real Británica.
El día D, la 29.ª División de Infantería, a la que se unieron ocho compañías de US Army Rangers estadounidenses redirigidas desde Pointe du Hoc, asaltaría la mitad oeste de la playa. A la 1.ª División de Infantería, endurecida por la batalla, se le asignó la mitad este. Las oleadas de ataques iniciales, consistentes en tanques, fuerzas de infantería y zapadores, se planearon cuidadosamente para reducir las defensas costeras y permitir la llegada de los barcos grandes para las siguientes oleadas. El objetivo principal en Omaha era asegurar una cabeza de playa de unos ocho kilómetros de largo, entre Port-en-Bessin y el río Vire, conectando con los desembarcos británicos en la playa de Gold, al este, y alcanzando la zona de Isigny al oeste para conectar con el VII Cuerpo, que desembarcaría en la playa de Utah. Para enfrentarse a los desembarcos estaba la experimentada 352.ª División de Infantería. Desplegados en puestos fortificados por la costa, la estrategia alemana se basó en defender cualquier asalto por vía marítima en la línea de costa.
El día D, en Omaha, poco transcurrió como se había planeado. Dificultades en la navegación provocaron que, a lo largo del día, la mayoría de las lanchas de desembarco no alcanzaran sus objetivos. Las defensas eran inesperadamente fuertes e infligieron numerosas bajas en las tropas estadounidenses en cuanto estas desembarcaban. Bajo un fuego intenso, los zapadores avanzaron con dificultad para eliminar los obstáculos de la playa, causando que los desembarcos posteriores se acumularan en los pocos canales que se habían despejado. Debilitadas por las bajas recibidas nada más desembarcar, las tropas asaltantes supervivientes no pudieron despejar las salidas de la playa, fuertemente defendidas, causando más problemas y sus consiguientes retrasos para los desembarcos posteriores. Finalmente se consiguieron pequeñas penetraciones por grupos de supervivientes que llevaron a cabo asaltos improvisados, escalando los acantilados entre los puntos mejor defendidos. Al final del día se habían ganado dos pequeñas posiciones seguras aisladas que, contra las defensas más débiles de tierra adentro, se aprovecharon posteriormente para conseguir los objetivos originales del día D durante los días siguientes.

## "La sangrienta Omaha"

### Terreno y defensas

Diagrama de la sección transversal de la playa de Omaha

Delimitada a ambos lados por acantilados rocosos, la cala que formaba la playa de Omaha presentaba un área de fluctuación de la marea de unos 2,75 m de media entre las marcas de marea baja y marea alta. Por encima de la línea de mareas había un banco de rocas de 2 m de altura y con una anchura de hasta 14 m en algunos puntos. En el límite oeste, el banco de rocas reposaba sobre un rompeolas de piedra (que más al este era de madera) con una altura que variaba entre 1,5 y 4 m. En los dos tercios restantes de playa que se extendían más allá del extremo del rompeolas, los peñascos reposaban sobre un terraplén de arena bajo. Tras el terraplén de arena y el rompeolas se encontraba una plataforma llana de arena, estrecha en ambos extremos y extendiéndose hasta 180 m tierra adentro en su parte central. Luego, escarpas o acantilados muy empinados se alzaban entre 30–50 m, dominando toda la playa y atravesados por pequeños valles arbolados o ramblas en cinco puntos de la playa, que recibieron los nombres en clave D-1, D-3, E-1, E-3 y F-1, de oeste a este.

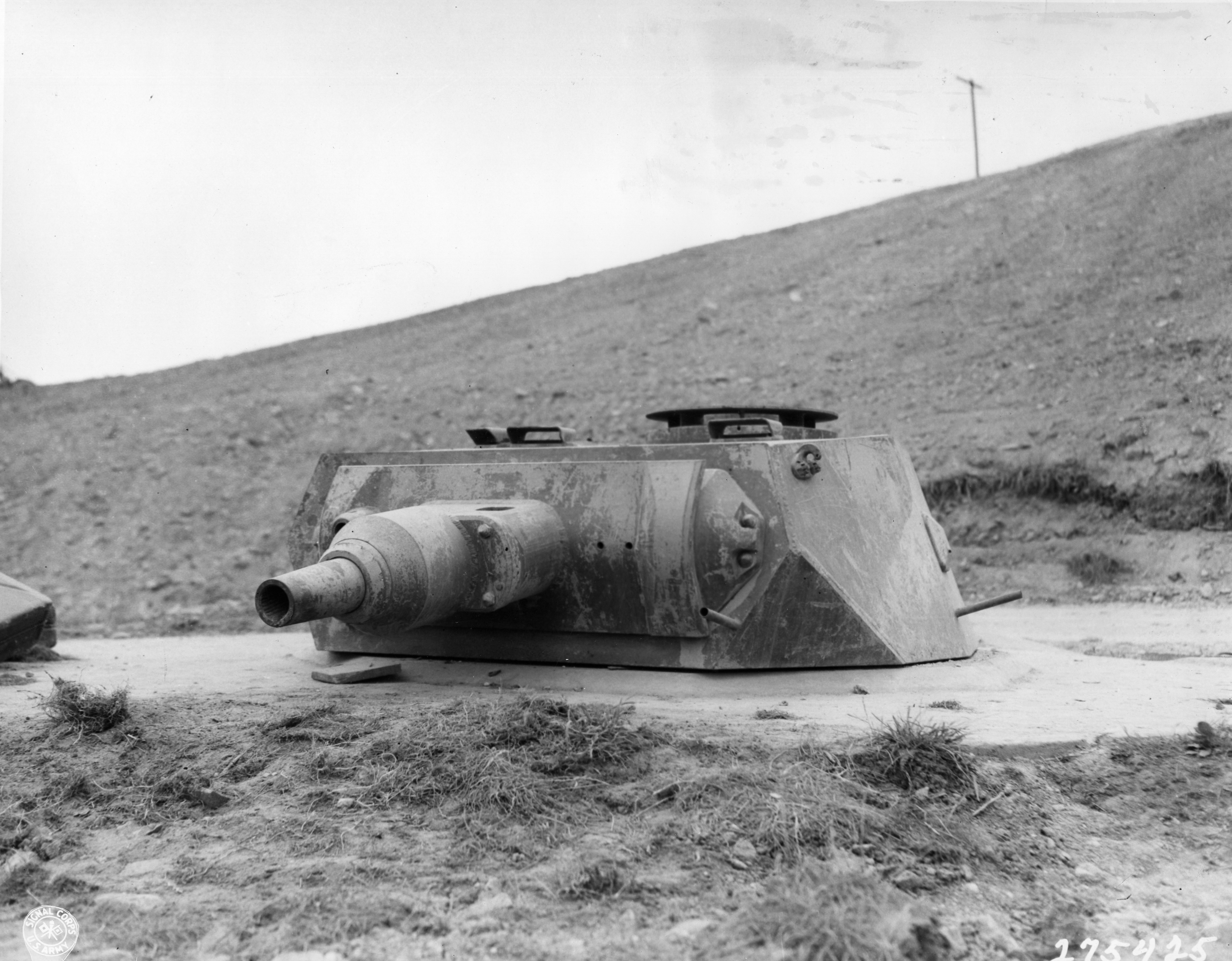
Torreta alemana en la playa de Omaha, junio de 1944

Los preparativos defensivos alemanes y la ausencia de defensas en el interior indicaron que su plan era detener la invasión en las playas. Se construyeron cuatro líneas de obstáculos en el agua. La primera, una línea no contigua con un pequeño hueco en el centro del sector Dog White y un hueco mayor a lo largo de todo el sector Easy Red, se encontraba a 250 m de la línea de marea alta y consistía en 200 puertas belgas con minas terrestres acopladas a los palos. Unos 30 m más adelante había una línea continua de troncos clavados en la arena apuntando hacia el mar, uno de cada tres de ellos coronado por una mina antitanque.

Unos 30 m más hacia la orilla se extendía una línea continua de rampas en pendiente hacia la orilla, también con minas acopladas y diseñadas para forzar a las lanchas de desembarco, que tenían los bajos planos, a escalarlas y volcar o a que detonara la mina.

La línea final de obstáculos era una línea continua de erizos, a 150 m de la orilla. El área entre el banco de rocas y los acantilados estaba plagada de alambre y minas, y también había minas esparcidas por las paredes de los acantilados.
El despliegue de tropas costeras, que comprendía cinco compañías de infantería, estaba concentrado sobre todo en 15 puestos fortificados llamados Widerstandsnester ("nidos de resistencia"), numerados del WN-60 en el este al WN-74 cerca de Vierville en el oeste, y situados principalmente alrededor de las entradas a las ramblas y protegidos por campos de minas y alambre. Las posiciones entre cada puesto estaban interconectadas por trincheras y túneles. Además del armamento básico de rifles y ametralladoras, había desplegadas más de 60 piezas de artillería ligera en estos puestos fortificados. Las piezas más pesadas fueron colocadas en ocho casamatas y cuatro posiciones abiertas, mientras que los cañones más ligeros fueron situados dentro de 35 búnkeres de tipo pillbox. Otros 18 cañones antitanque completaban la dotación de artillería que apuntaba hacia la playa. Las zonas entre los puestos fortificados estaban menos atendidas, con trincheras ocasionales, fosos para rifles y otros 85 emplazamientos de ametralladora. Ninguna zona de la playa se dejó sin cubrir, y la disposición de las armas aseguraba que se podía arrojar fuego flanqueado a cualquier lugar de la playa.
La inteligencia aliada averiguó que las defensas costeras estaban defendidas por un batallón reforzado (800–1000 hombres) de la 716.ª División Estática de Infantería alemana. Se estimaba que esta división estática defensiva contenía hasta un 50% de tropas no germanas, en su mayoría voluntarios rusos y Volksdeutsche alemanes. Se averiguó que la 352.ª División de Infantería, más experimentada y más competente ofensivamente, estaba situada a 30 km en el interior, en Saint-Lô, y se consideraba que era la más probable para intentar un contraataque. Sin embargo, como parte de la estrategia de Rommel de concentrar las defensas en la costa, en marzo se le ordenó a la 352.ª que avanzara, asumiendo la responsabilidad de la defensa de la costa de Normandía, en la que estaba situada la playa de Omaha. Como parte de esta reorganización, la 352.ª también tomó el mando de dos batallones del 726.º Regimiento de Granaderos, además del 439.º batallón Ost, que se había incorporado al 726.º. La playa de Omaha caía en su mayor parte dentro del "Sector 2 de la Defensa Costera", extendiéndose hacia el oeste desde Colleville y asignada al 916.º Regimiento de Granaderos, al que estaba incorporado el tercer batallón del 726.º Regimiento de Granaderos.

Dos compañías del 726.º ocuparon puestos fortificados en la zona de Vierville, mientras que dos compañías del 916.º ocuparon los puestos de la zona de Saint-Laurent-sur-Mer, en el centro de Omaha. Estas posiciones estaban respaldadas por la artillería de los batallones primero y cuarto del 352.º Regimiento de Artillería (doce obuses de 105 mm y cuatro de 150 mm, respectivamente). Las dos compañías restantes del 916.º formaron una reserva en Formigny, a 4 km en el interior. Al este de Colleville, el "Sector 3 de la Defensa Costera" era responsabilidad del resto del 726.º Regimiento de Granaderos. Se desplegaron dos compañías en la costa, una en el grupo de puestos fortificados más oriental, con apoyo de artillería proporcionado por el tercer batallón del 352.º Regimiento de Artillería. La reserva para esa zona, que comprendía a dos batallones del 915.º Regimiento de Granaderos y conocida como "Kampfgruppe Meyer", estaba situada al suroeste de Bayeux, inmediatamente fuera de la zona de Omaha.

### Plan de ataque

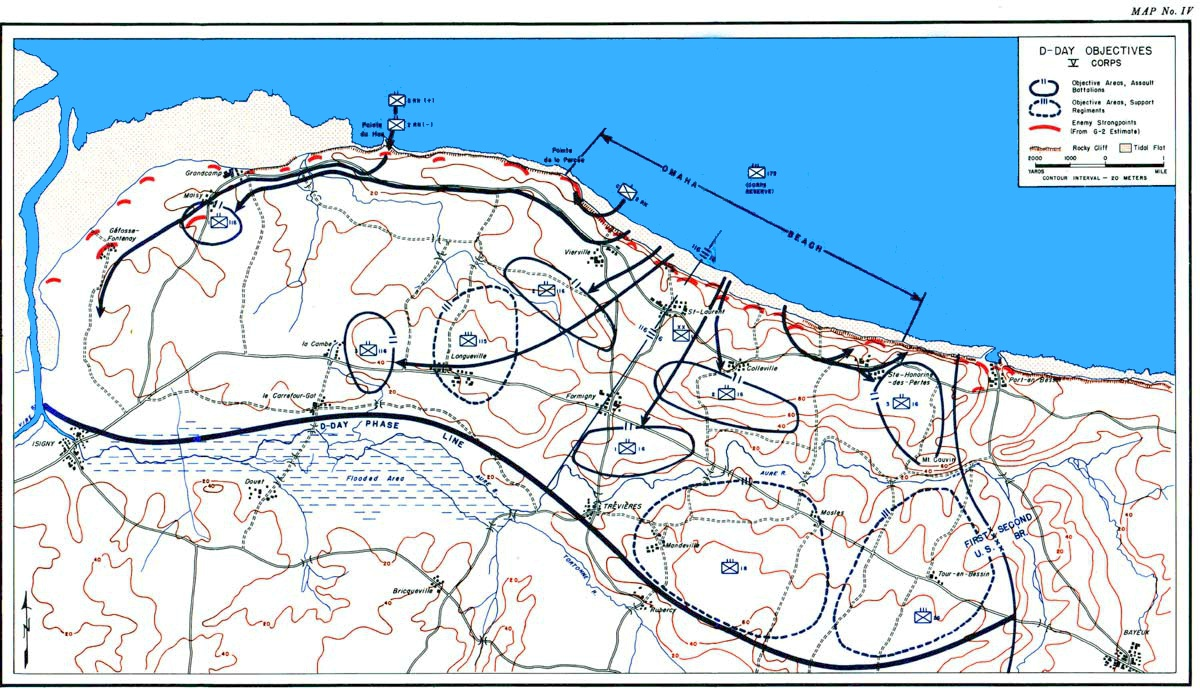
Mapa histórico oficial que muestra los objetivos del V Cuerpo para el día D

Omaha se dividió en diez sectores, con nombres en clave (de oeste a este): Able, Baker, Charlie, Dog Green, Dog White, Dog Red, Easy Green, Easy Red, Fox Green, y Fox Red. El asalto inicial debían llevarlo a cabo dos Equipos de Combate de Regimiento (RCT), apoyados por dos batallones de tanques y con dos batallones de Rangers incorporados. Los regimientos de infantería se organizaron en tres batallones cada uno, de unos 1000 hombres. Cada batallón se organizó en tres compañías de fusileros cada uno de hasta 240 hombres, y una compañía de apoyo de hasta 190 hombres. Las compañías de infantería de la A a la D pertenecían al primer batallón de cada regimiento, las de la E a la H al segundo y las de la I a la M al tercero; la letra J no se utilizó. (En este artículo, se hará referencia a una compañía específica por compañía y regimiento, por ejemplo, la Compañía A del 116.º RCT será A/116). Además, cada batallón tenía una compañía de comando de hasta 180 hombres. Los batallones de tanques consistían en tres compañías, de la A a la C, cada una con 16 tanques, mientras que los batallones de Rangers estaban organizados en seis compañías, de la A a la F, de unos 65 hombres cada una.
El 116.º RCT de la 29.ª División de Infantería tenía que desembarcar a dos batallones en los cuatro sectores occidentales, seguidos 30 minutos después por el tercer batallón. Sus desembarcos tendrían que estar apoyados por los tanques del 743.º Batallón de Tanques; dos compañías navegando hacia la orilla en tanques DD anfibios y la compañía restante desembarcando directamente en la playa desde vehículos de asalto. A la izquierda del 116.º RCT también debían desembarcar dos batallones del 16.º Regimiento de Infantería de la 1.ª División de Infantería, y el tercero 30 minutos después, en Easy Red y Fox Green, en el extremo oriental de Omaha. Su apoyo acorazado provendría del 741.º Batallón de Tanques, de nuevo dos compañías navegando hasta la orilla y la tercera desembarcando de manera convencional. Tres compañías del 2.º Batallón de Rangers iban a tomar una batería fortificada en Pointe du Hoc, 5 km al oeste de Omaha. Mientras tanto, la compañía C del Segundo de Rangers debía desembarcar a la derecha del 116.º RCT y tomar las posiciones de Pointe de la Percée. Las compañías restantes del Segundo de Rangers y el 5.º Batallón de Rangers deberían progresar hasta Pointe du Hoc si esa acción no terminaba con éxito, y en caso contrario tendrían que seguir al 116.º hasta el interior de Dog Green y acceder a Pointe du Hoc por tierra.
El comienzo de los desembarcos estaba planeado para las 06:30, la "Hora H", durante la subida de la marea, precedido por un bombardeo naval de 40 minutos y aéreo de 30 minutos sobre las defensas de la playa, y por la llegada de los tanques DD cinco minutos antes de la Hora H. La infantería se organizó en secciones de asalto con equipamiento especial, de 32 hombres cada una; cada sección en un vehículo de desembarco y con objetivos específicos asignados para reducir las defensas de la playa. Inmediatamente después de los primeros desembarcos debía desembarcar el Destacamento Especial de Zapadores con la misión de despejar y marcar rutas a través de los obstáculos de la playa. Esto permitiría a los vehículos más grandes de los desembarcos posteriores atravesar de manera segura durante la marea alta. El desembarco del apoyo de artillería estaba planeado para H+90 minutos, mientras que la llegada principal de vehículos empezaría en H+180 minutos. En H+195 minutos desembarcarían dos Equipos de Combate de Regimiento, el 115.º Regimiento de Infantería de la 29.ª División de Infantería y el 18.º Regimiento de Infantería de la 1.ª División de Infantería, mientras que el 26.º RCT de la 1.ª División de Infantería desembarcaría a la orden del comandante del V Cuerpo.
El objetivo era tener despejadas las defensas de la playa para H+2 horas, tras lo cual las secciones de asalto se debían reorganizar, continuando la batalla en formación de batallón. Las ramblas tendrían que estar abiertas y permitir el tráfico de salida de la playa a H+3 horas. Al final del día, las fuerzas de Omaha tendrían que haber establecido una cabeza de puente de 8 km de profundidad, conectada con el XXX Cuerpo Británico , que habría desembarcado en la Playa de Gold hacia el este, y estar en posición para avanzar hacia Isigny al día siguiente, conectando con el VII Cuerpo estadounidense en la Playa de Utah, al oeste.
La fuerza de ataque necesaria para ejecutar este plan se estimaba en más de 34 000 hombres y 3300 vehículos, con apoyo naval proporcionado por dos acorazados, tres cruceros, 12 destructores y 105 naves más. Este apoyo fue proporcionado en su mayor parte por la Armada de los Estados Unidos, pero también incluía buques de guerra británicos y franceses. El 16.º RCT (engrosado con 3502 hombres y 295 vehículos sólo para el desembarco en la playa) sumaba 9828 soldados, 919 vehículos y 48 tanques. Mover esta fuerza requirió 2 naves de transporte, 6 buques de desembarco de tanques (LST), 53 lanchas de desembarco de tanques (LCT), 5 lanchas de desembarco de infantería (LCI/(L)), 81 LCVP, 18 LCA, 13 lanchas de desembarco de otros tipos y unos 64 DUKW. Las lanchas de asalto estaban tripuladas por la Armada de los Estados Unidos, los Guardacostas de los Estados Unidos y la Marina Real Británica.

## Ataque inicial

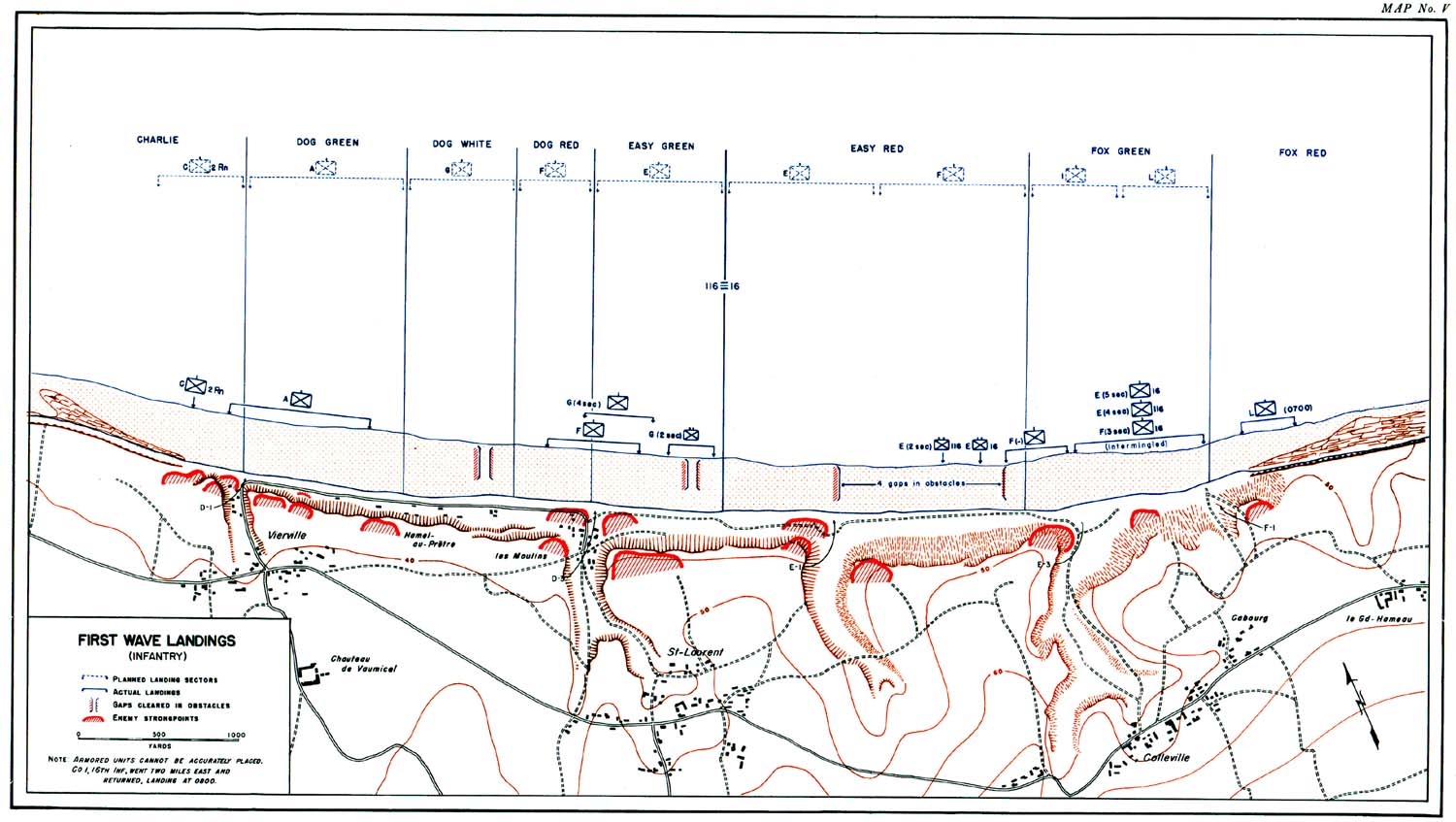
Mapa histórico oficial que muestra las primeras oleadas de desembarque

A pesar de estos preparativos, muy poco transcurrió según lo planeado. Diez lanchas de desembarco, y los soldados que las tripulaban, se perdieron antes incluso de alcanzar la playa, anegadas por la mar agitada. Los mareos también aquejaron a gran cantidad de las tropas que esperaban mar adentro. En el frente del 16.º RCT se tuvo que hacer uso de flotadores salvavidas y balsas para socorrer a los supervivientes de los tanques DD que se habían hundido. El gobierno de las embarcaciones de asalto se hizo más difícil por el humo y la neblina que ocultaban los puntos de referencia que debían utilizar para guiarse, al tiempo que una fuerte corriente los empujaba continuamente hacia el este.
En cuanto las embarcaciones se aproximaban a unos pocos metros de la orilla, recibían un intenso fuego de armas automáticas y artillería. Solo entonces se descubrió la poca efectividad del bombardeo anterior al desembarco. Retrasados por el estado del tiempo y tratando de evitar disparar sobre los vehículos de desembarco mientras estos avanzaban, los bombarderos habían descargado su artillería demasiado tierra adentro, sin tener ningún efecto real sobre las defensas costeras.

### Desembarco de los tanques
Como el mar estaba demasiado agitado, se tomó la decisión de que el 116.º RCT transportara a los tanques DD del 743.º batallón durante la totalidad del trayecto hacia la playa. En su acercamiento a la rambla de Vierville, fuertemente defendida, la compañía B del 743.º batallón de tanques perdió a todos sus oficiales menos uno, y la mitad de sus tanques. Sin embargo, las otras dos compañías desembarcaron a la izquierda de la B/743 sin pérdidas iniciales. En el frente del 16.º RCT, a los dos tanques DD que habían sobrevivido a la navegación hasta la orilla se les unieron otros tres que fueron desembarcados directamente sobre la playa a causa de que la rampa de su LCT estaba dañada. La compañía de tanques restante consiguió desembarcar 14 de sus 16 tanques (aunque tres de ellos fueron neutralizados rápidamente).

### Desembarco de la infantería
Yo fui el primero que salió. El hombre número siete fue el siguiente en llegar a la playa sin ser alcanzado. Todos los de enmedio fueron alcanzados. Dos murieron; tres fueron heridos. Esa es la suerte que tenías que tener.
Capitán Richard Merrill, Segundo Batallón de Rangers.

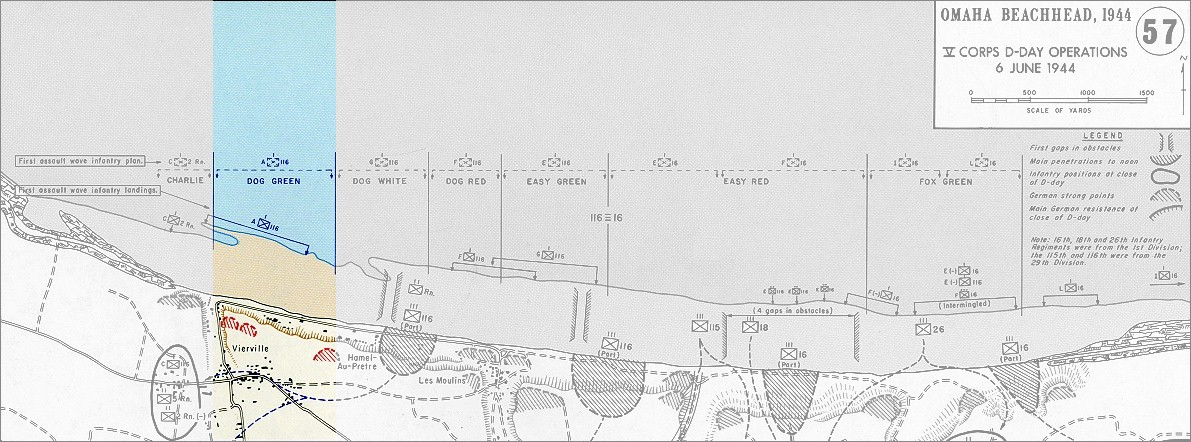
Sector Dog Green

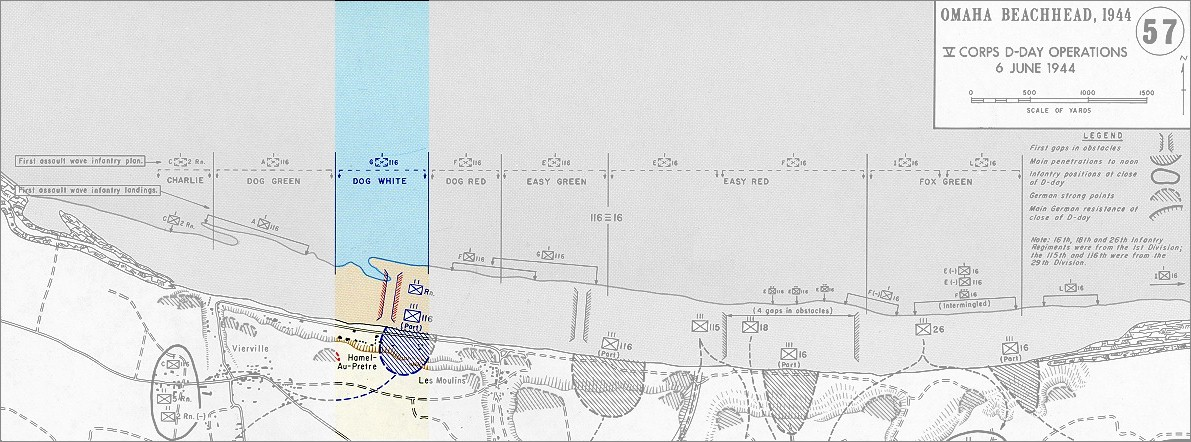
Sector Dog White

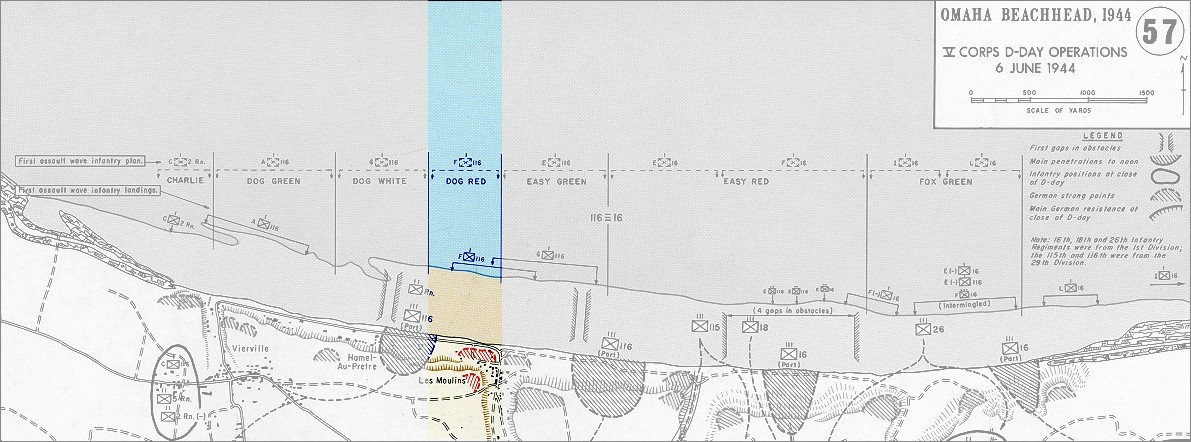
Sector Dog Red

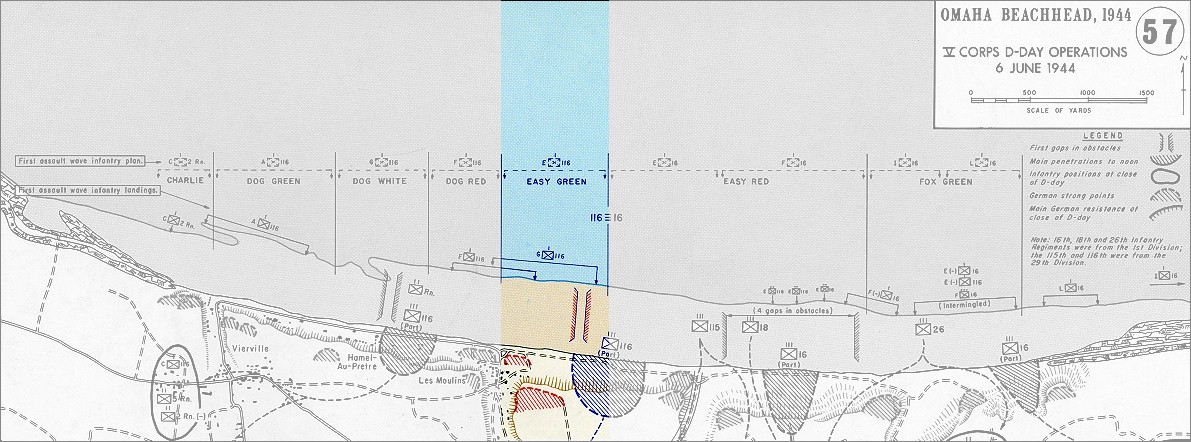
Sector Easy Green

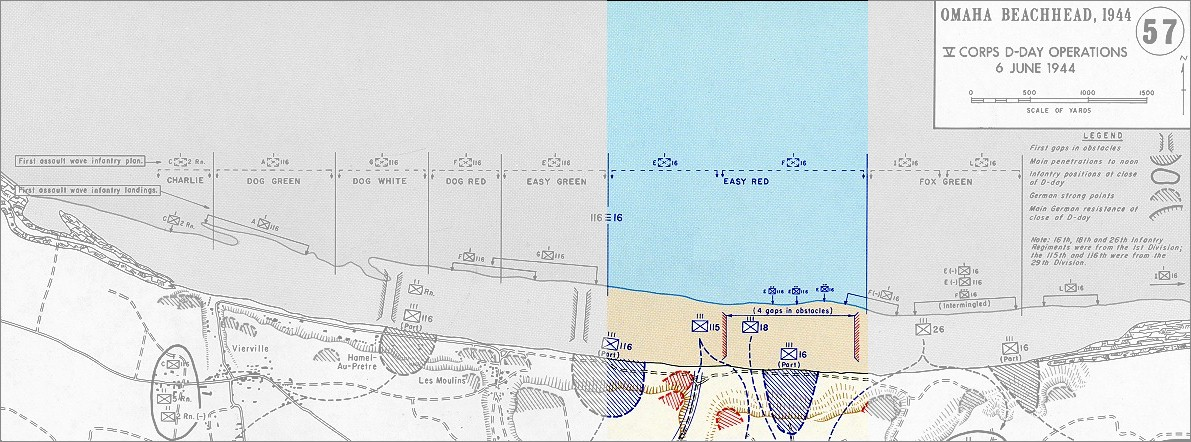
Sector Easy Red

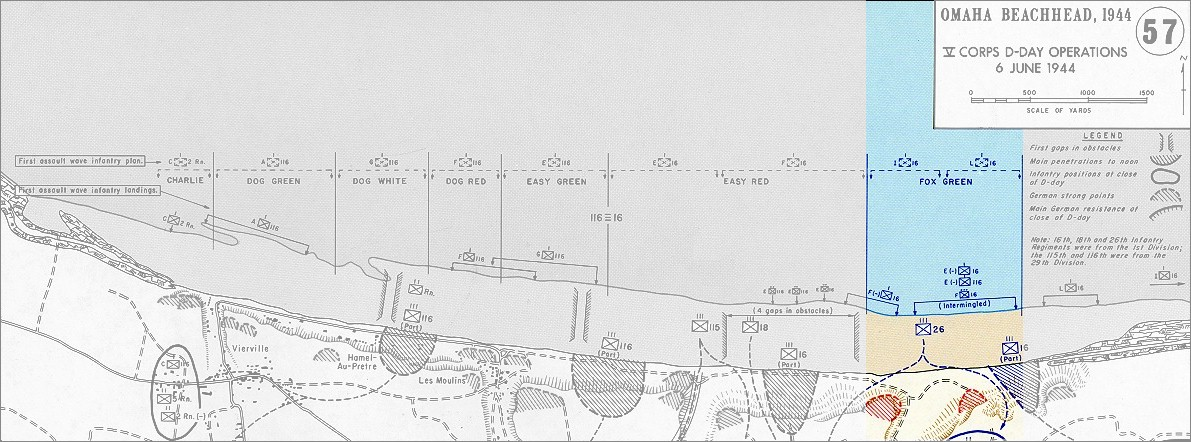
Sector Fox Green

De las nueve compañías que desembarcaron de la primera oleada, solo la Compañía A del 116.º RCT, en Dog Green, y los Rangers a su derecha, desembarcaron donde se pretendía. La E/116, cuyo objetivo era Easy Green, terminó diseminada por los dos sectores de la playa correspondientes al 16.º. RCT. La G/116, cuyo objetivo era Dog White, abrió un hueco de 900 m entre ellos y la A/116, a su derecha, al desembarcar en Easy Green. La I/16 se desvió tan al este que no desembarcó hasta una hora y media después.
En cuanto la infantería saltaba de los vehículos de desembarco, se encontraban sobre bancos de arena a 45 o 100 m de la orilla. Antes de alcanzar la propia playa, tenían que vadear el agua que los separaba, que a veces les cubría hasta el cuello, y después todavía les quedaban unos 180 m o más por recorrer cuando conseguían llegar a la orilla. Los que consiguieron llegar hasta las rocas lo hicieron caminando de lo cargados de peso que estaban. La mayoría de las secciones tuvieron que hacer frente a todo el peso del fuego de las armas ligeras, morteros, artillería y las zonas intercaladas de fuego de ametralladora. En los lugares donde el bombardeo naval había dejado hierba ardiendo, como en Dog Red, frente al puesto fortificado de Les Moulins, el humo resultante dificultó la visión de las tropas que desembarcaban e impidió a los defensores disparar con efectividad. Algunas secciones de la G/116 y de la F/116 consiguieron alcanzar el banco de rocas relativamente ilesas, aunque la última quedó desorganizada tras la pérdida de sus oficiales. La G/116 consiguió conservar cierta cohesión, pero esta se perdió rápidamente cuando se dirigieron hacia el oeste bajo el fuego, a lo largo del banco de rocas, en un intento de alcanzar sus objetivos designados. La dispersión de los barcos se hizo más evidente en el frente del 16.º RCT, en el que se entremezclaron partes de la E/16, F/16 y E/116, dificultando que las secciones se reunieran para improvisar asaltos de compañía que podrían haber remediado la situación causada por los desembarcos fallidos. Esas secciones dispersas de la E/116 que desembarcaron en Easy Red consiguieron librarse de sufrir muchas bajas, aunque, tras encontrar un corredor profundo después de desembarcar en un banco de arena, se vieron forzados a desechar la mayor parte de sus armas para poder nadar hasta la orilla.
Donde se registraron mayores bajas fue entre las tropas que desembarcaron a ambos extremos de Omaha. Al este, en Fox Green y la parte adyacente de Easy Red, las tropas dispersas de tres compañías quedaron reducidas a la mitad para cuando llegaron a la seguridad relativa de las rocas, muchos de ellos habiéndose arrastrado a lo largo de 270 m de playa justo por delante de la subida de la marea. En los 15 minutos posteriores a su desembarco en Dog Green en el extremo occidental de la playa, la A/116 quedó reducida a pedazos, líderes con unas 120 bajas, y los supervivientes se limitaron a buscar cobertura en la orilla del agua o tras los obstáculos. La compañía de Rangers de su derecha se había desenvuelto algo mejor, alcanzando el abrigo de los acantilados, pero también quedaron reducidos a la mitad.
La L/16 desembarcó finalmente 30 minutos tarde a la izquierda de Fox Green, recibiendo bajas en cuanto llegaban las lanchas y más cuando cruzaron los 180 m de playa. Sin embargo, el terreno más oriental de Omaha les proporcionó la suficiente protección para que los 125 supervivientes se organizaran y comenzaran a asaltar los acantilados. Fueron la única compañía de la primera oleada que consiguió operar como una unidad. Todas las demás compañías estaban, como mínimo, desorganizadas, muchas de ellas sin oficiales e inmovilizadas tras las rocas sin esperanza de llevar a cabo sus misiones de asalto. En los peores casos, simplemente habían dejado de existir como unidades de combate. Casi todas habían desembarcado al menos a varios centenares de metros de su objetivo, y en una operación con un plan tan intrincado, en el que cada sección de cada lancha tenía asignada una tarea específica, esto fue suficiente para desbaratar completamente el plan.

### Desembarco de los zapadores
Al igual que la infantería, los zapadores quedaron alejados de sus objetivos, y solo cinco de los 16 equipos llegaron a sus localizaciones asignadas. Tres de los equipos llegaron cuando todavía no había infantería o acorazados que los cubrieran. Bajo un fuego intenso, los zapadores se pusieron a la tarea de despejar huecos a través de los obstáculos de la playa: un trabajo dificultado por la pérdida del equipamiento, y por el hecho de que la infantería estaba pasando o utilizaba para cubrirse los obstáculos que los zapadores intentaban volar. También sufrieron graves bajas cuando el fuego enemigo detonó los explosivos con los que estaban trabajando. Ocho hombres de un equipo estaban arrastrando su lancha de goma fuera del LCM cuando cayó la artillería; solo uno de ellos sobrevivió a la detonación de los suministros. Otro equipo acababa de colocar sus explosivos cuando un mortero cayó en la zona. La explosión prematura de las cargas mató o hirió a 19 ingenieros, además de algunas tropas de infantería cercanas. No obstante, los zapadores consiguieron despejar seis huecos, dos de ellos en Easy Green y Dog White, en el frente del 116.º RCT, y los otros cuatro en Easy Red, en el frente del 16.º RCT. Sin embargo, habían sufrido unas bajas superiores al cuarenta por ciento.

## Segunda oleada

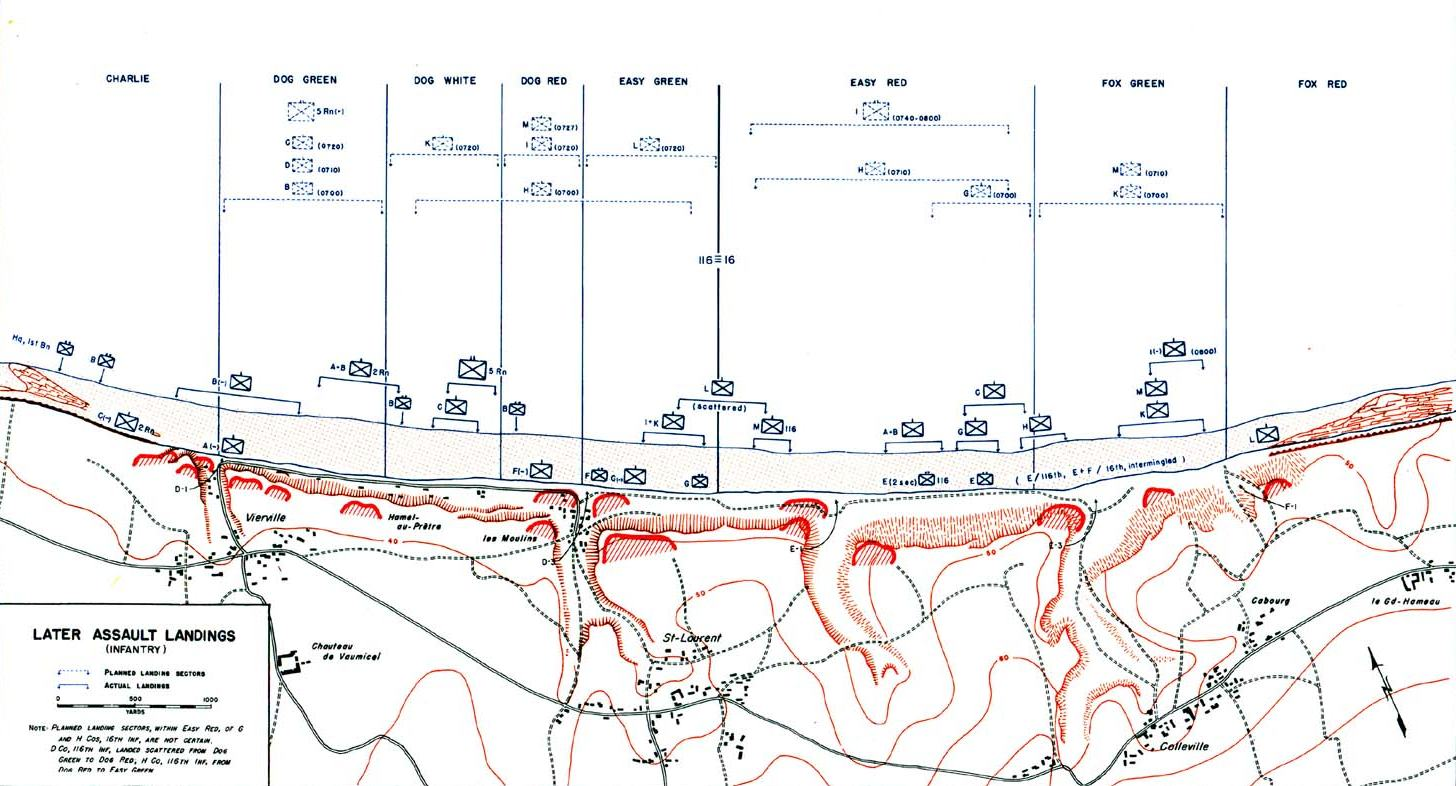
Mapa de los lugares de desembarco en Omaha beach.

Al no haberse completado las misiones de asalto iniciales, la segunda oleada de desembarcos, de mayor envergadura, diseñada para aportar refuerzos, armamento de apoyo y elementos de mando, empezó a llegar a la orilla a las 07:00 en condiciones similares a las experimentadas por la primera oleada. Se ganó algo de alivio contra el fuego defensivo (prácticamente intacto) por el simple hecho de que, al haber mayor número de tropas desembarcando, la concentración del fuego se repartió entre una mayor cantidad de objetivos. Sin embargo, los supervivientes de las fuerzas iniciales no podían aportar mucho fuego de cobertura y en algunos lugares las tropas que desembarcaban sufrieron la misma tasa de bajas que durante la primera oleada. El fracaso de esta última en cuanto a despejar suficientes caminos a través de los obstáculos de la playa se sumó a las dificultades de la segunda oleada, en cuanto a que la marea empezaba a cubrir esos obstáculos. La pérdida de vehículos de desembarco al colisionar con estas defensas antes de alcanzar la orilla empezó a caracterizar el ritmo de desgaste. Al igual que en los desembarcos iniciales, las dificultades en la navegación y los consiguientes desembarcos fallidos resultaron muy perjudiciales, ayudando a dispersar la infantería y separar a los elementos de mando de sus unidades.

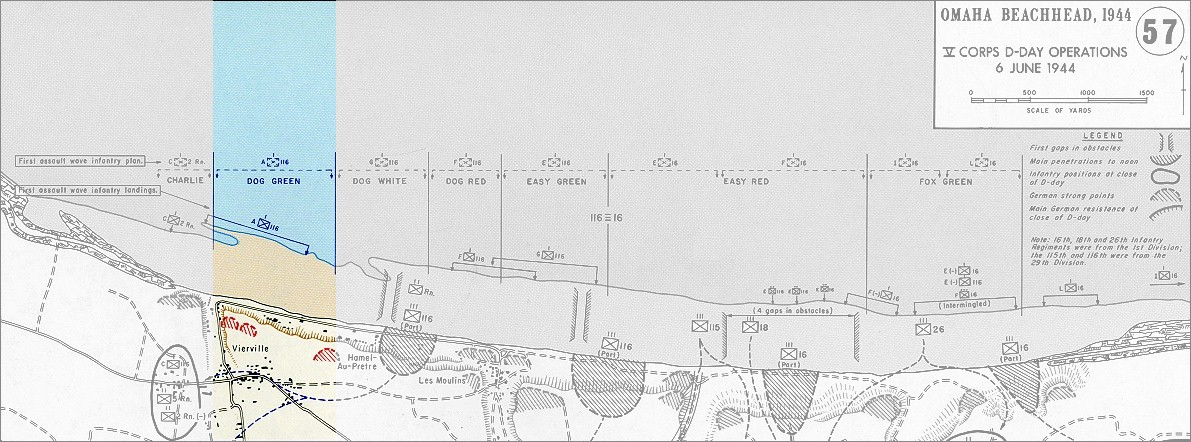
Dog Green sector

 En el 116.º RCT, el resto del primer batallón, la B/116, C/116 y D/116, se disponían a desembarcar en apoyo de la A/116, en Dog Green. Los barcos que llevaban a los elementos de mando del batallón y el grupo maestro de la playa de Dog Green desembarcaron demasiado al oeste, bajo los acantilados. No hay detalles precisos sobre el número de bajas que recibieron al cruzar la playa, pero el tercio o la mitad que lo consiguió se pasó el resto del día inmovilizada por francotiradores. Dog Green fue un sector letal. No todas las secciones de la dispersa B/116 terminaron allí, pero los que lo hicieron se unieron rápidamente a los supervivientes de la A/116 en su lucha por sobrevivir en la orilla. Dos compañías del 2.º de Rangers que llegaron al extremo de Dog Green más tarde consiguieron alcanzar la pared del rompeolas, pero les costó la mitad de sus hombres.

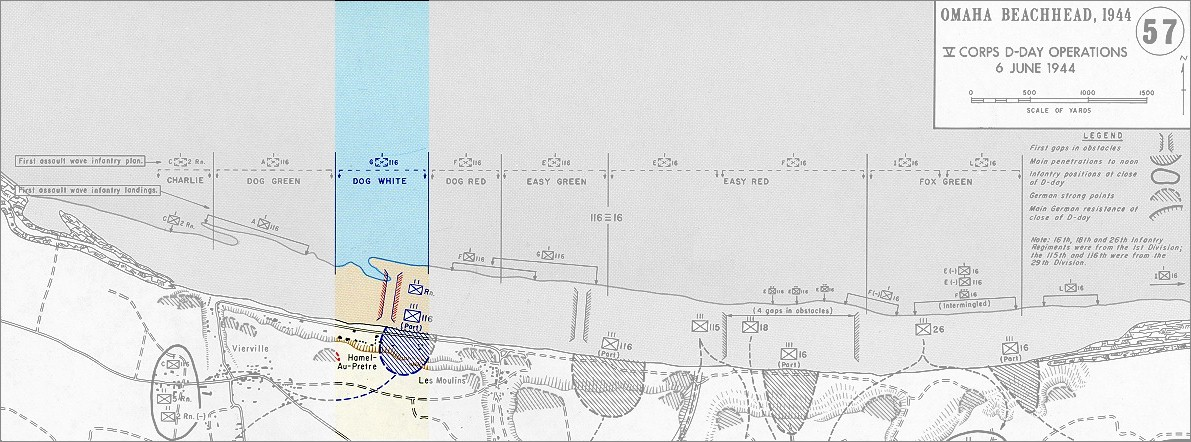
Dog White sector

 A la izquierda de Dog Green, en el sector Dog White, situado entre las fortificaciones de Vierville y Les Moulines (que defendían las ramblas de nombre en clave D-1 y D-3, respectivamente), la historia fue distinta. Como resultado de los desembarcos fallidos anteriores y ahora por su propio desembarco fallido, las tropas de la C/116 se encontraron solas allí, y solo se veían un puñado de tanques de la primera oleada. El humo de la hierba ardiendo cubría su avance por la playa, y superaron el rompeolas con pocas bajas y en mejor estado que cualquier otra unidad del 116.º RCT hasta el momento. Aunque el Primer Batallón quedó efectivamente desarmado de sus armas pesadas cuando la D/116 sufrió un desembarco desastroso, la acumulación de tropas en Dog White prosiguió cuando a la C/116 se le unió el quinto batallón de Rangers casi intacto. El comandante de los Rangers, reconociendo la situación de Dog Green al llegar, ordenó al vehículo de asalto que se desviara hacia Dog White. Este también fue el sector en el que el grupo de mando de regimiento del 116.º RCT, incluyendo al comandante asistente de la 19.ª División, el Brigadier General Norman Cota, consiguió desembarcar relativamente indemne.

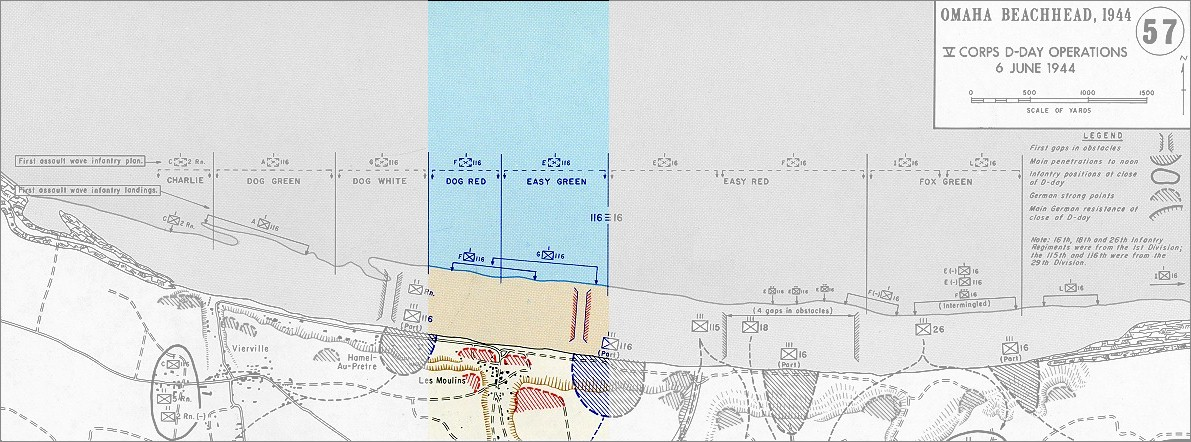
Sectores Dog Red y Easy Green

 Más al este se dio una efectividad similar de las defensas de los puestos fortificados. En el límite entre Dog Red y Easy Green, las defensas que rodeaban al puesto de Les Moulins infligieron una gran cantidad de muertes mientras el resto del segundo batallón, la H/116 y los elementos de mando, se esforzaban por llegar a tierra. Los supervivientes se unieron a lo que quedaba de la F/116 detrás del banco de rocas, donde el comandante del batallón pudo organizar a 50 hombres para llevar a cabo un progreso improvisado a través de las rocas. Justo al este de Les Moulins se produjo otro avance por la pared de los acantilados que fue demasiado débil para producir ningún efecto y fue forzado a retroceder. A su izquierda, principalmente entre las ramblas de la frontera entre Easy Green y Easy Read, el batallón de apoyo del 116.º RCT desembarcó sin muchas pérdidas, aunque durante el proceso quedó disperso y demasiado desorganizado para jugar un papel inmediato en el asalto a los acantilados.

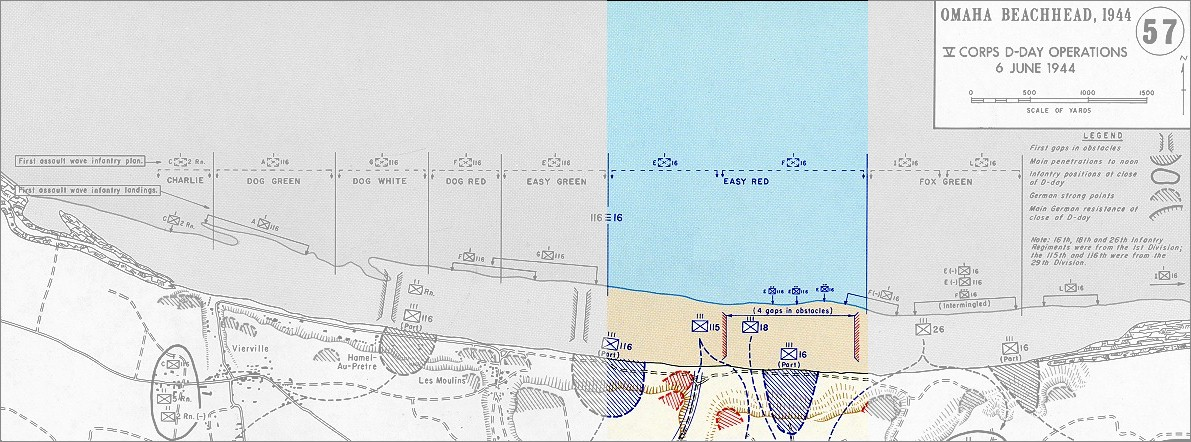
Sector Easy Red

 En el frente del 16.º RCT, el extremo oriental de Easy Red fue otra zona entre puestos fortificados que permitió a la G/16 y el batallón de apoyo escapar de la destrucción en su avance por la playa. No obstante, la mayor parte de las 63 bajas de la G/16 durante el día se produjeron antes de que esta compañía alcanzara el banco de rocas. La otra compañía del segundo batallón que desembarcó en la segunda oleada, la H/16, llegó unos cientos de metros a la izquierda, frente a la rambla E-3, y sufrió por ello, quedando fuera de juego durante las siguientes horas.

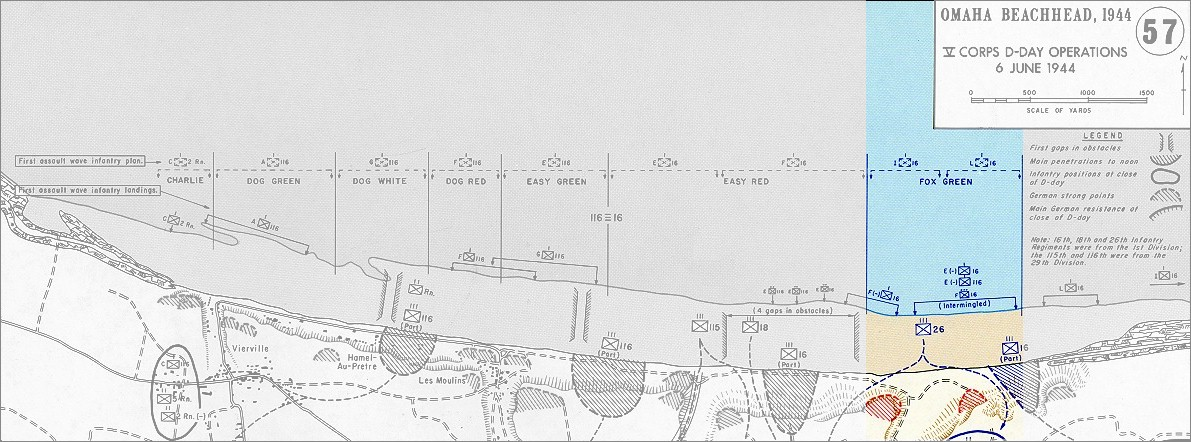
Sector Fox Green

 La situación de la parte más oriental de la playa (Fox Green), donde se habían mezclado elementos de cinco compañías distintas, mejoró poco por los desembarcos igualmente desorganizados de la segunda oleada. Dos compañías más del tercer batallón se unieron a la melé, y la I/16, parte de la primera oleada que se había desviado hacia el este, terminó haciendo un traumático desembarco allí a las 08:00. Un capitán de esta compañía se vio convertido en oficial superior a cargo de un tercer batallón seriamente dañado.

### Situación estadounidense

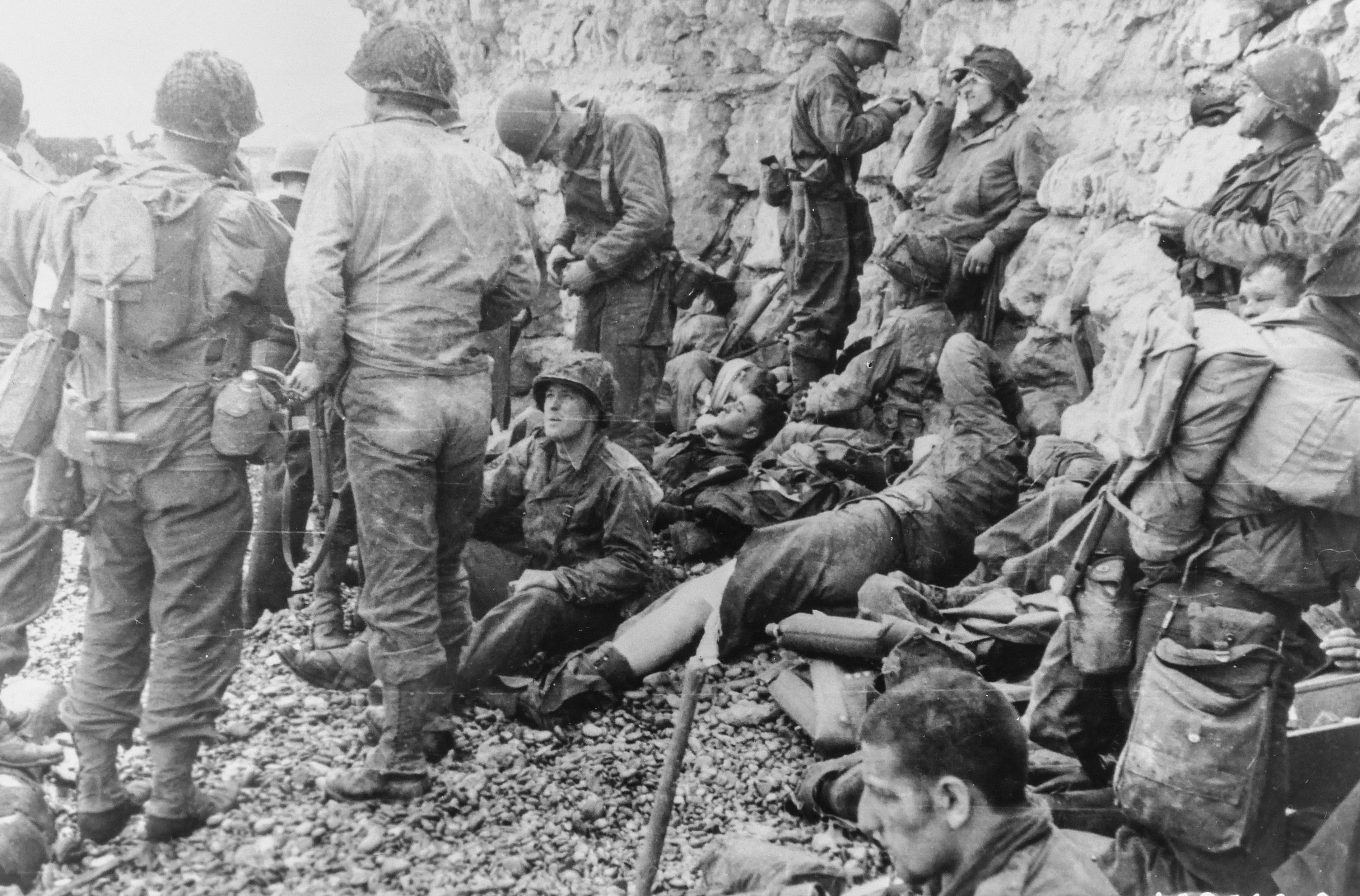
Tropas de asalto del 16.º RCT del tercer batallón, que desembarcó en las primeras dos oleadas, cubriéndose al pie de los acantilados de roca caliza. Los acantilados indican que esta fotografía está tomada en el sector Fox Red.

La infantería no fue el único tipo de tropas que desembarcaron en la segunda oleada. Empezaron a llegar brazos de apoyo que experimentaron el mismo caos y destrucción que las compañías de fusileros. Los ingenieros de combate, cuyo objetivo era despejar las salidas y marcar las playas, desembarcaron sin su equipamiento y lejos de su objetivo. Los semiorugas, jeeps y camiones que no se fueron a pique se embotellaron en la estrecha playa: un blanco fácil para los alemanes. La pérdida de la mayoría de los equipos de radio dificultó aún más la tarea de organizar las dispersas y desanimadas tropas, y los grupos de mando que consiguieron alcanzar la orilla vieron limitado su efecto a sus inmediatas proximidades. Con excepción de un puñado de tanques supervivientes o un pelotón de armamento pesado aquí y allá, las tropas de asalto solo tenían sus armas personales, y éstas requerían en todo caso de una limpieza tras haber sido arrastradas por el oleaje y la arena.
Los supervivientes en el banco de rocas, muchos de ellos la primera vez que entraban en combate, estuvieron relativamente bien protegidos del fuego de las armas ligeras, pero seguían expuestos al fuego de artillería y de mortero. Enfrente se hallaba un terreno minado y los acantilados seguían llenos de fuego enemigo. La moral era un problema. Muchos grupos carecían de líder y no pudieron ser testigos del destino de las tropas vecinas y de los desembarcos que venían tras ellos. Los heridos de la playa empezaban a ahogarse al subir la marea y, en el mar, los vehículos de desembarco estaban siendo machacados e incendiados.

### Situación alemana
Todavía a las 13:35, la 352.º división alemana informaba de que el ataque había sido repelido. Desde su posición ventajosa en Pointe de la Percée, con vistas de toda la playa desde el extremo occidental, la percepción alemana era que el ataque se había detenido en la playa. Un oficial que estaba allí observó que las tropas buscaban protección tras los obstáculos y contó diez tanques ardiendo. Sin embargo, ya a las 07:35, el 727.º Regimiento de Granaderos del tercer batallón, que defendía el barranco F-1 de la playa de Fox Green, informaba de que entre 100 y 200 tropas estadounidenses habían penetrado en su frente, que había enemigos dentro de la alambrada en WN-62 y que WN-61 estaba siendo atacado desde la retaguardia. Las bajas se iban acumulando entre los defensores y, al mismo tiempo que el 916.º regimiento, que defendía el centro de la zona de la 352.ª, informaba de que los desembarcos se habían frustrado, también solicitaba refuerzos. Esta solicitud no se pudo satisfacer porque la situación en toda Normandía se estaba tornando más seria para los defensores. El regimiento de reserva, el 915.º de la 352.ª división, a la que anteriormente habían ordenado atacar a los desembarcos aerotransportados estadounidenses al oeste de Omaha, fue desviado hacia la zona de la Playa de Gold, al este de Omaha, donde las defensas se estaban desmoronando.

## Avances
"¿Vas a quedarte ahí tendido para que te maten, o te vas a levantar y hacer algo para arreglarlo?"
Teniente anónimo, sector Easy Red.

Una característica clave de los desembarcos era influir en la siguiente fase de la batalla. Las ramblas, conductos naturales hacia el exterior de las playas, eran los principales objetivos del plan inicial de ataque. Sin embargo, las fuertes defensas que se concentraban alrededor de ellas se aseguraron de que las tropas que desembarcaban cerca no llegaran en condiciones para llevar a cabo el asalto contra ellas. Tan solo en las zonas que había entre las ramblas, en los acantilados, donde las unidades podían desembarcar en mayor número y las defensas eran más débiles, podían hacerse avances.
El otro aspecto clave durante las siguientes horas fue el liderazgo. El plan original estaba hecho pedazos, las unidades habían desembarcado en sitios equivocados, estaban desorganizadas y dispersas, los comandantes, en su mayoría, no habían llegado o habían caído, y había pocos medios para comunicarse más allá de las órdenes a gritos de los que quedaban. En algunos lugares, pequeños grupos de hombres, a veces improvisados a partir de distintas compañías, en algunos casos de distintas divisiones, se "…inspiraron, animaron o forzaron…", desde la seguridad relativa de los peñascos, a la tarea de reducir las defensas de la cima de los acantilados.

### Asalto a los acantilados

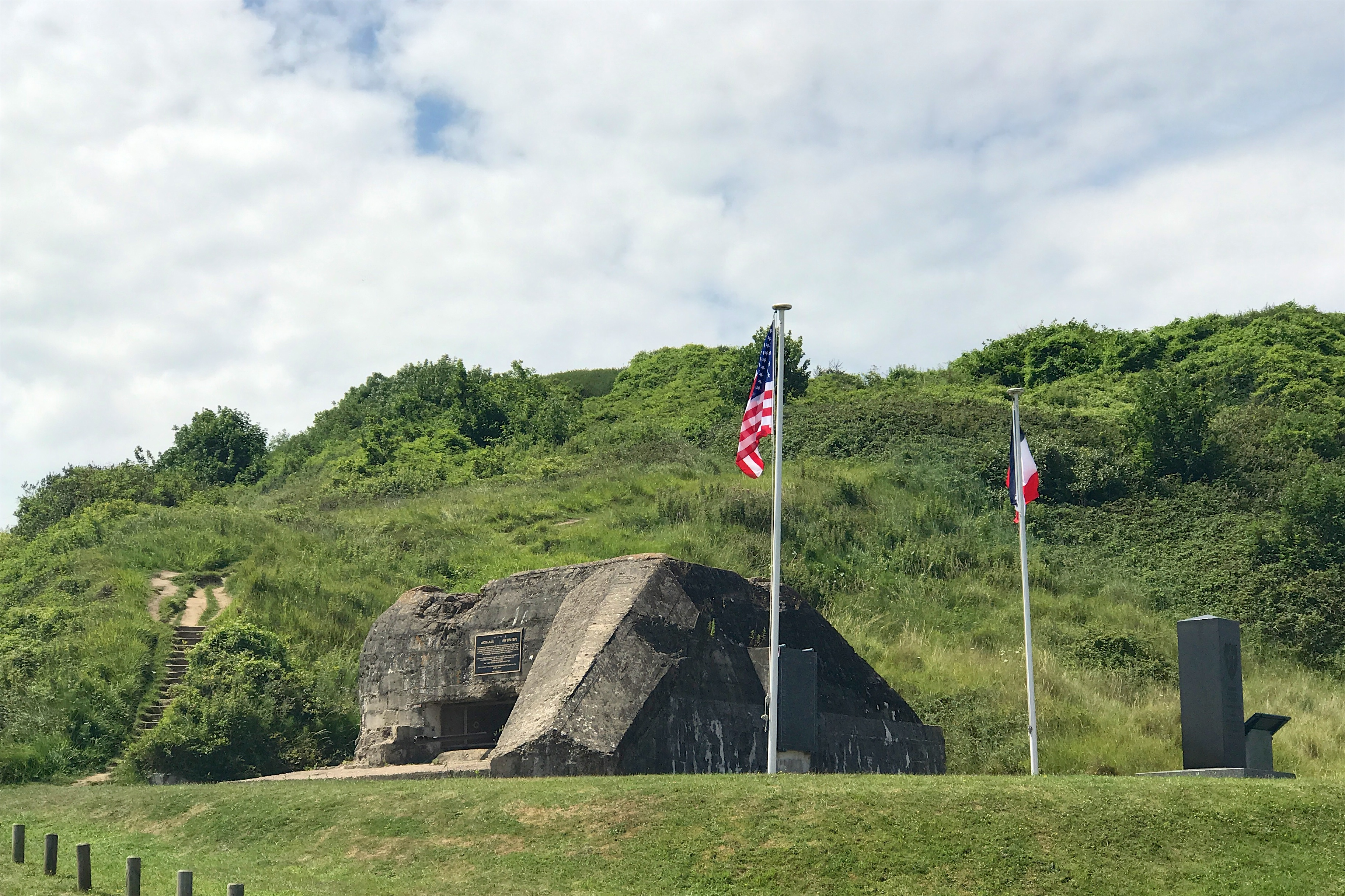
WN-65, que defendía la rambla E-1

Ya a las 07:30, supervivientes de la compañía C del Segundo de Rangers, que habían desembarcado 45 minutos antes en el flanco derecho de Omaha durante la primera oleada, habían escalado los barrancos cerca de Dog White y de la rampa de Vierville. Tras unírsesle una sección de la B/116 que había desembarcado en un sitio equivocado, este grupo pasó la mayor parte del día acosando y finalmente tomando el WN-73, que defendía la rampla D-1 en Vierville.
A las 07:50, la C/116 abrió el camino hacia fuera de Dog White, entre WN-68 y WN-70, creando aberturas en el alambre con un torpedo Bangalore y cizallas. El 5.º de Rangers abrió más huecos cuando se unió a la avanzada 20 minutos más tarde. El grupo de mando se estableció en la cima del acantilado, donde se le unieron elementos de la G/116 y la H/116 tras su movimiento lateral por la playa, y el estrecho frente se amplió hacia el este antes de las 09:00, cuando pequeños grupos de la F/116 y la B/116 coronaron justo al este de Dog White. El flanco derecho de esta penetración estaba cubierto por los supervivientes de las compañías A y B del 2.º de Rangers, que habían luchado para llegar a la cima de manera independiente entre las 08:00 y las 08:30, tomando WN-70, que había quedado muy dañado por el fuego de artillería naval, y uniéndose al 5.º de Rangers para moverse hacia el interior. Alrededor de las 09:00, más de 600 tropas estadounidenses, en grupos que iban de un puñado de hombres al tamaño de una compañía, habían alcanzado la cima del acantilado de Dog White y se movían hacia el interior.
El Tercer Batallón del 116.º RCT se abrió camino a través de los llanos y hacia la cima del acantilado que había entre WN-66, que defendía la rambla D-3 en Les Moulines, y WN-65, que defendía la rambla E-1. El avance se hizo en pequeños grupos, apoyados por el armamento pesado de la M/116, que estaba apostado en la base del acantilado. El progreso fue lento por las minas que había en las laderas del acantilado, pero varias unidades de las tres compañías de fusileros, además de una sección extraviada de la G/116, alcanzaron la cima alrededor de las 09:00, haciendo que los defensores de WN-62 informaran equivocadamente de que WN-65 y WN-66 habían sido tomados.
Entre las 07:30 y las 08:30, unidades de la G/16, E/16 y E/116 se unieron y treparon los acantilados de Easy Red, entre WN-64 y WN-62, que defendían la rambla E-1 y la E-3, respectivamente. A las 09:05, observadores alemanes informaron de la pérdida de WN-61 y de que solo había una ametralladora disparando desde WN-62. Tras alcanzar la cima, obstaculizados más por las minas que por el fuego enemigo, 150 hombres, en su mayoría de la G/16, progresaron hacia el sur para atacar el puesto de mando de WN-63, en los márgenes de Coleville. Mientras tanto, la E/16, liderada por el teniente Spalding, giró hacia el oeste a lo largo de la cima de los acantilados y luchó contra el WN-64 en una batalla de dos horas. Su pequeño grupo de solo tres hombres neutralizó este punto a media mañana, tomando 21 prisioneros y justo a tiempo para evitar que atacaran a unos nuevos desembarcos de abajo. Abajo, en la playa, el comandante del 16.º RCT, el coronel George Taylor, había desembarcado a las 08:15. Con las palabras "En esta playa hay dos tipos de hombres: los muertos y los que van a morir. Bien, larguémonos de aquí", empezó a organizar grupos de hombres sin tener en cuenta su unidad, poniéndolos bajo el mando del suboficial más cercano y enviándolos a través del área abierta por la G/16. A las 09:30 se estableció el puesto de mando de regimiento justo debajo de la cima del acantilado, y los batallones primero y segundo del 16.º RCT, que estaban alcanzando la cima, fueron enviados hacia el interior.
En Fox Green, en el extremo oriental de Omaha, cuatro secciones de la L/16 habían sobrevivido intactas a su desembarco y conducían a elementos de la I/16, K/16 y E/116 hacia la cima de las laderas. Con fuego de apoyo de las armas pesadas de la M/16, tanques y destructores, esta fuerza eliminó al WN-16, que defendía la rambla F-1, a las 09:00, y el tercer batallón del 16.º RCT comenzó su progreso hacia el interior.

### Apoyo naval

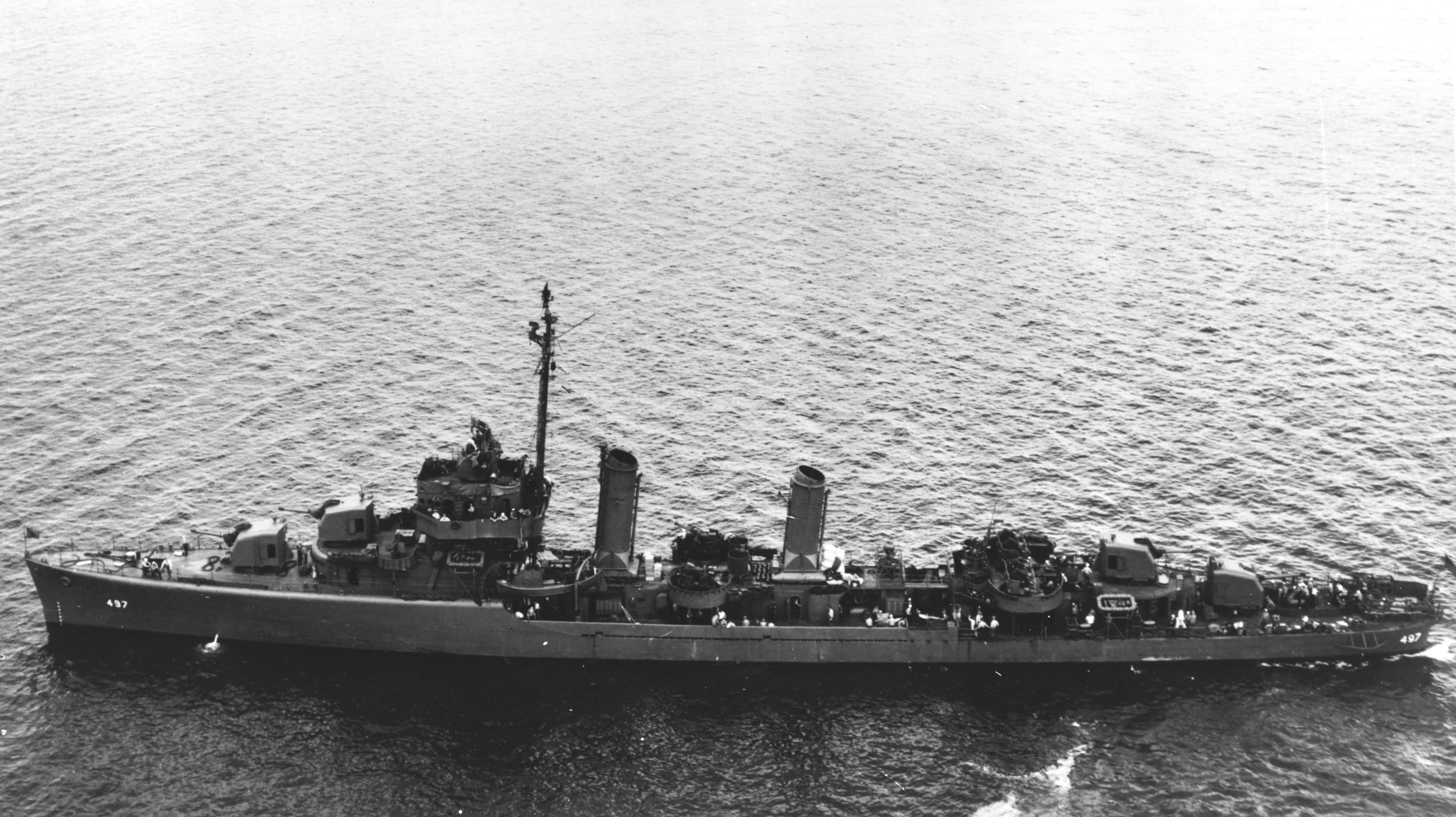
USS Frankford

El único apoyo de artillería del que dispusieron las tropas en estas tentantivas de avance provenía de la armada. Al no haber ya grupos de desembarco en acción, al tener objetivos difíciles de apuntar y por miedo a alcanzar a sus propias tropas, los cañones pesados de los acorazados y cruceros se centraron en objetivos de ambos flancos de las playas de Omaha. Sin embargo, los destructores consiguieron acercarse y desde las 08:00 estuvieron atacando a sus propios objetivos. A las 09:50, dos minutos después de que el McCook destruyera un puesto de ametralladora de 75 mm en WN-74, se ordenó a los destructores que se acercaran lo más posible. Algunos llegaron a aproximarse hasta a 900 m varias veces, rozando la quilla con el fondo y corriendo el riesgo de encallar. Un ingieniero que había desembarcado en Fox Red durante la primera oleada observó cómo el Frankford se dirigía con rapidez hacia la orilla y pensó que había sido alcanzado e iba a quedarse varado. En cambio, giró hasta ponerse paralelo a la playa y navegó hacia el oeste, aprovechando para disparar sus cañones contra objetivos de oportunidad. Creyendo que el buque iba a volver hacia el mar, el ingeniero se dio cuenta de que este había empezado a dar marcha atrás y continuaba disparando. En cierto momento, los artilleros a bordo del Frankford observaron un tanque inmovilizado en la orilla que seguía disparando. Observaron dónde caían sus disparos y los siguieron con una salva propia. Durante los siguientes minutos, el tanque actuó de esta manera como el puesto de control del fuego del buque.

### Defensas alemanas del interior
Aunque las defensas costeras no habían conseguido detener la invasión de la playa, sí tuvieron el efecto de romper y debilitar las formaciones de ataque durante su lucha con aquellas. El énfasis de los alemanes en destinar recursos a esta Línea Principal de Resistencia (LPR) suponía que las defensas más al interior eran significativamente más débiles y estaban basadas en pequeñas agrupaciones de posiciones preparadas con un tamaño inferior al de una compañía. Sin embargo, esta táctica fue suficiente para perturbar el avance estadounidense hacia el interior, provocando dificultades incluso para alcanzar las zonas de reunión, no digamos ya para conseguir los objetivos del Día D. Como ejemplo de la efectividad de esta defensa, a pesar de su debilidad en número, el avance hacia el interior del 5.º batallón de Rangers fue bloqueado por una sola ametralladora oculta en un seto vivo. Un pelotón intentó flanquear la posición de esta ametralladora y se topó con otra ametralladora situada a la izquierda de la primera. Un segundo pelotón que avanzó para tomar esta nueva posición se encontró con una tercera ametralladora, y los intentos de neutralizarla provocaron el fuego de una cuarta. El éxito de la LPR al bloquear el movimiento de las armas pesadas hacia el exterior de la playa supuso que, después de cuatro horas, los Rangers se vieron forzados a abandonar sus intentos de avanzar más hacia el interior.

## Cabeza de playa

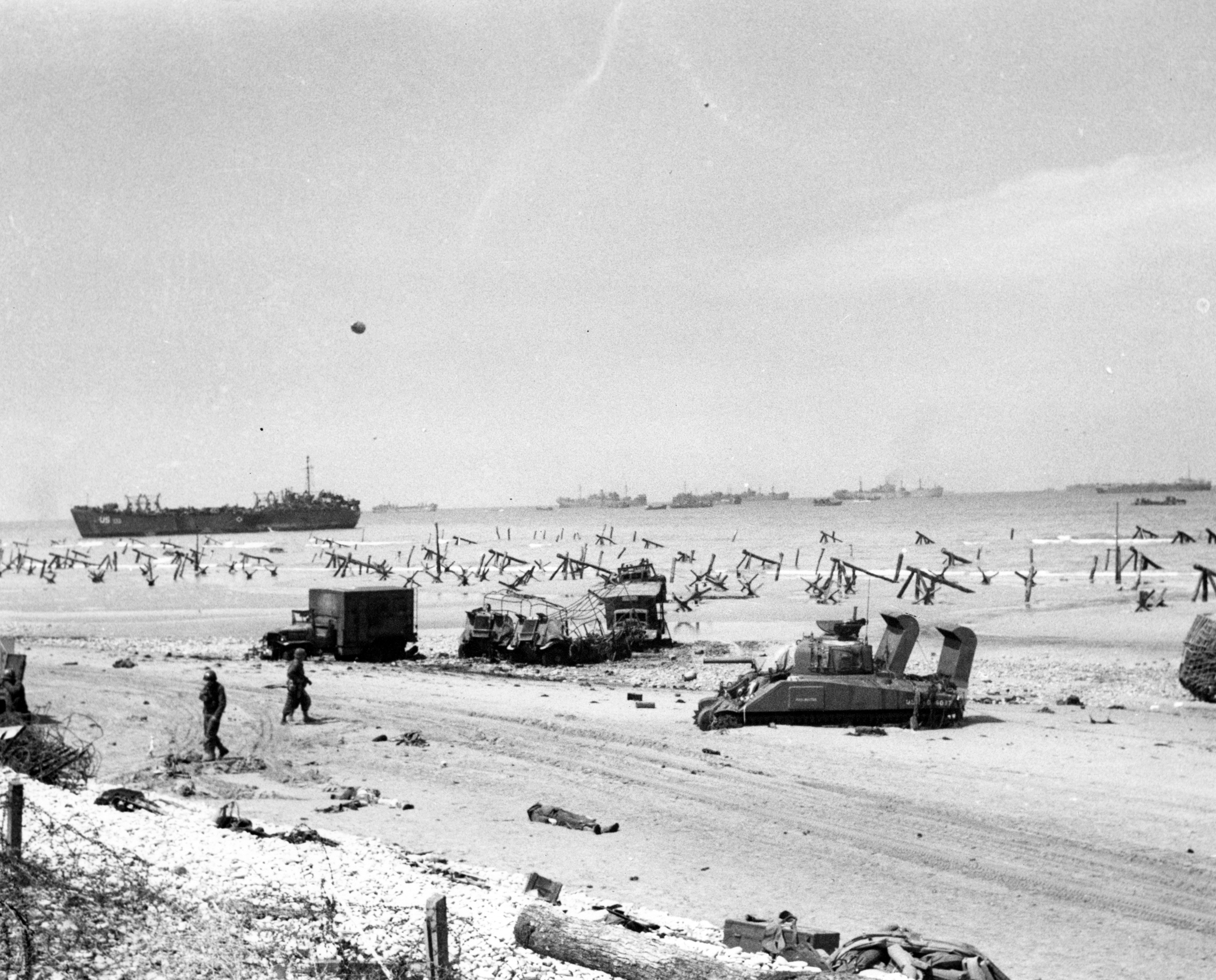
La playa de Omaha el Día D por la tarde

A pesar de las penetraciones hacia el interior, no se habían cumplido los objetivos clave. No se habían abierto las ramblas necesarias para el movimiento de vehículos hacia el exterior de la playa y las fortificaciones que las defendían todavía oponían una enérgica resistencia. El fracaso al despejar satisfactoriamente los obstáculos forzó que los desembarcos se concentraran en los sectores Easy Green y Easy Red.
El lugar donde desembarcaban los vehículos era tan solo una estrecha franja sin protección contra el fuego enemigo y, alrededor de las 08:30, se tomó la decisión de suspender todos los desembarcos. El cierre de la playa a los vehículos produjo un embotellamiento en el camino hacia el mar. Los DUKWs pasaron un rato especialmente malo en estas duras condiciones. Las experiencias del 111.º Batallón de Artillería de Campo del 116.º RCT son indicativas de la situación general a la que se enfrentaron estos vehículos. De los 13 DUKWs que se utilizaron para trasladar a esta unidad, cinco se anegaron poco después de desembarcar del LCT, cuatro se perdieron mientras daban vueltas en el área de reunión a la espera de poder desembarcar y uno zozobró al girar hacia la playa. Dos de ellos fueron destruidos por el fuego enemigo al aproximarse a la playa y el único superviviente consiguió descargar su obús y subirlo a otro vehículo que pasaba antes de que sucumbiera al mar. Este único cañón terminó desembarcándose por la tarde.
El registro oficial de Omaha informa de que "…los tanques llevaban una vida dura…". Según el comandante del segundo batallón del 116.º RCT, los tanques "…salvaron el día." Al avanzar la mañana, las defensas de la playa se reducían gradualmente, a menudo gracias a los tanques. Dispersos a lo largo de la playa, atrapados entre el mar y el infranqueable banco de rocas y sin radios operativas entre los comandantes, hubo que controlar los tanques individualmente. Esto era un trabajo peligroso. El oficial al mando del 111.º de Artillería de Campo, que desembarcó delante de su unidad, fue abatido mientras intentaba dirigir el fuego de un tanque, el grupo de mando del 741.º batallón de tanques perdió a tres de sus cinco componentes durante la lucha y el comandante del 743.º batallón de tanques cayó mientras se acercaba con órdenes a uno de sus tanques. Cuando el fuego de artillería naval se dirigió hacia las fortificaciones que defendían la rambla E-3, se tomó la decisión de intentar forzar esa salida haciendo uso de los tanques. El coronel Taylor ordenó a todos los tanques disponibles que atacaran este punto a las 11:00. Solo tres consiguieron alcanzar este punto de encuentro y dos de ellos quedaron fuera de combate al intentar remontar la rambla, forzando al tanque restante a retroceder.
Se planeó que los regimientos de refuerzo desembarcaran batallón a batallón, empezando por el 18.º RCT a las 09:30 en Easy Red. El primer batallón en desembarcar, el 2/18, llegó a la rambla E-1 30 minutos tarde tras un difícil paso a través de la congestión. Las bajas fueron leves, aunque a pesar de la existencia de un estrecho canal que atravesaba los obstáculos de la playa, los badenes y minas que había allí supusieron la pérdida de 22 LCVP, 2 LCI(L) y 4 LCT. Apoyados por tanques y luego por fuego naval, las tropas recién llegadas provocaron la rendición, a las 11:30, de la última fortificación que defendía la entrada a la rambla E-1. Aunque finalmente se abrió una salida útil, la congestión impidió su aprovechamiento inmediato. Los tres batallones del 115.º RCT, que según el plan debían desembarcar a partir de las 10:30 en Dog Red y Easy Green, llegaron juntos a Easy Red, pisando los desembarcos del 18.º RCT. La confusión impidió a los dos batallones restantes del 18.º RCT desembarcar hasta las 13:00 y retrasó hasta las 14:00 la salida de la playa de todos los batallones menos el 2/18, que había abandonado la playa más al este antes del mediodía. Todavía entonces, este movimiento fue obstaculizado por minas y posiciones enemigas que todavía estaban en acción más arriba en la rambla.

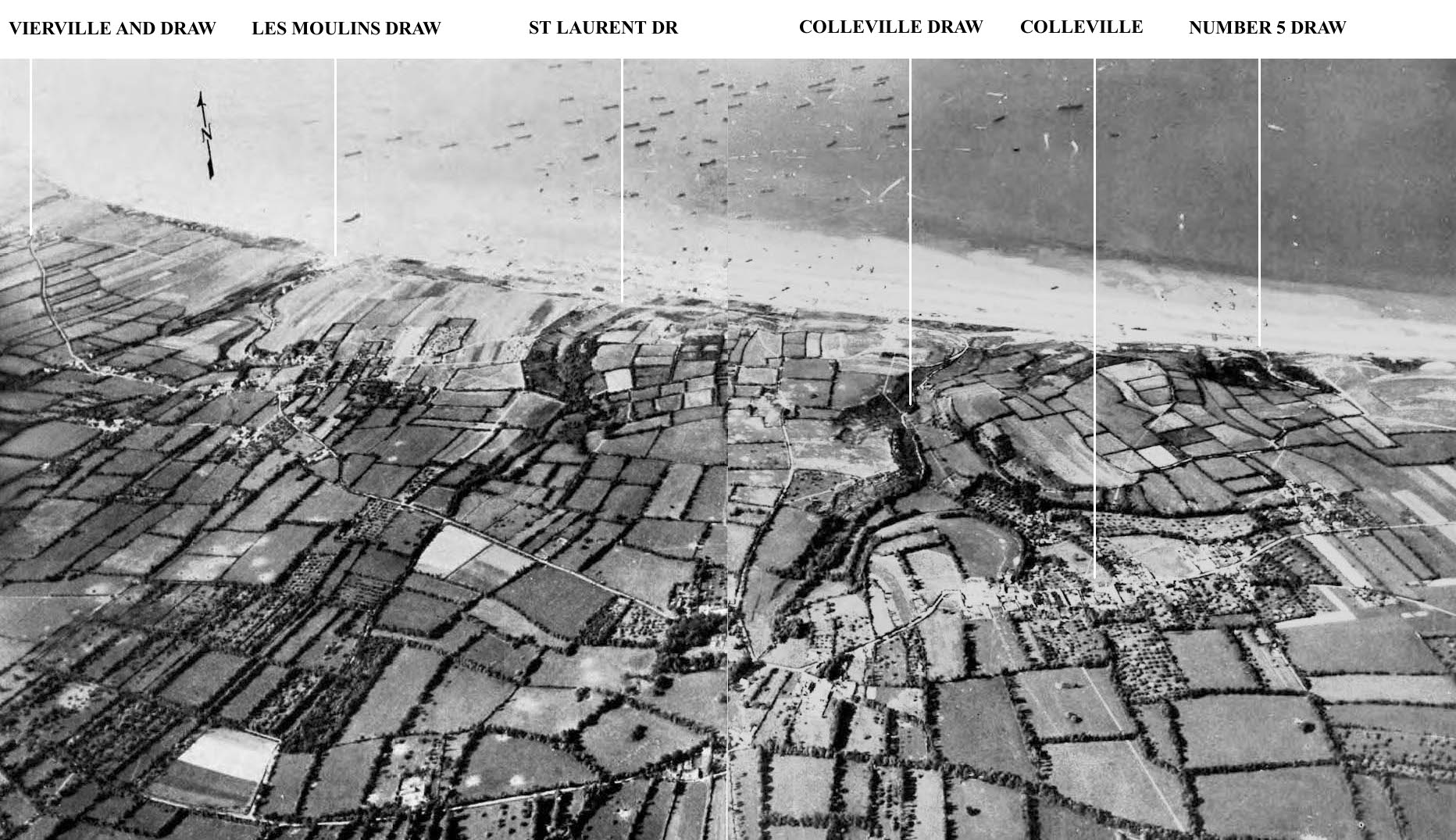
Vista aérea de Omaha que muestra las ramblas de izquierda a derecha; Vierville (D-1), Les Moulins (D-3), St. Laurent (E-1), Colleville (E-3) y "Rambla Número 5" (F-1).

 A primera hora de la tarde, la fortificación que defendía la rambla D-1, en Vierville, fue acallada por la armada, pero, sin la fuerza necesaria en tierra para limpiar los defensores que quedaban, no se pudo abrir una salida. Finalmente, el tráfico pudo usar esta ruta al anochecer y los tanques supervivientes del 743.º batallón de tanques pasaron la noche cerca de Vierville.
El avance del 18.º RCT neutralizó los últimos restos de la fuerza que defendía la rambla E-1. Cuando los ingenieros formaron una carretera en la parte oeste de esta rambla, esta se convirtió en la principal ruta hacia el interior desde las playas. Aliviada así la congestión de las playas, a partir de las 14:00 estas quedaron abiertas de nuevo para el desembarco de vehículos. La posterior congestión causada por la persistente resistencia cerca de St. Laurent se pudo solucionar con una nueva ruta y a las 17:00 se le ordenó a los tanques supervivientes del 741.º batallón de tanques que avanzaran hacia el interior por la rambla E-1.
Los ingenieros terminaron abriendo también una carretera en la rambla F-1, que inicialmente se consideró demasiado escarpada para su uso. Ante la falta de progresos a la hora de abrir las ramblas D-3 y E-3, se tuvo que revisar el plan de desembarco y sacar provecho de esta ruta. Sobre las 20:00, una compañía de tanques del 745.º batallón de tanques consiguió alcanzar terreno alto.
También se despejaron los accesos a las salidas, retirando las minas y volando los agujeros del terraplén para permitir el paso de vehículos. Al bajar la marea, los ingenieros pudieron retomar el trabajo de despejar los obstáculos de la playa y al final de la tarde se habían abierto y marcado 13 huecos.

### Respuestas alemanas

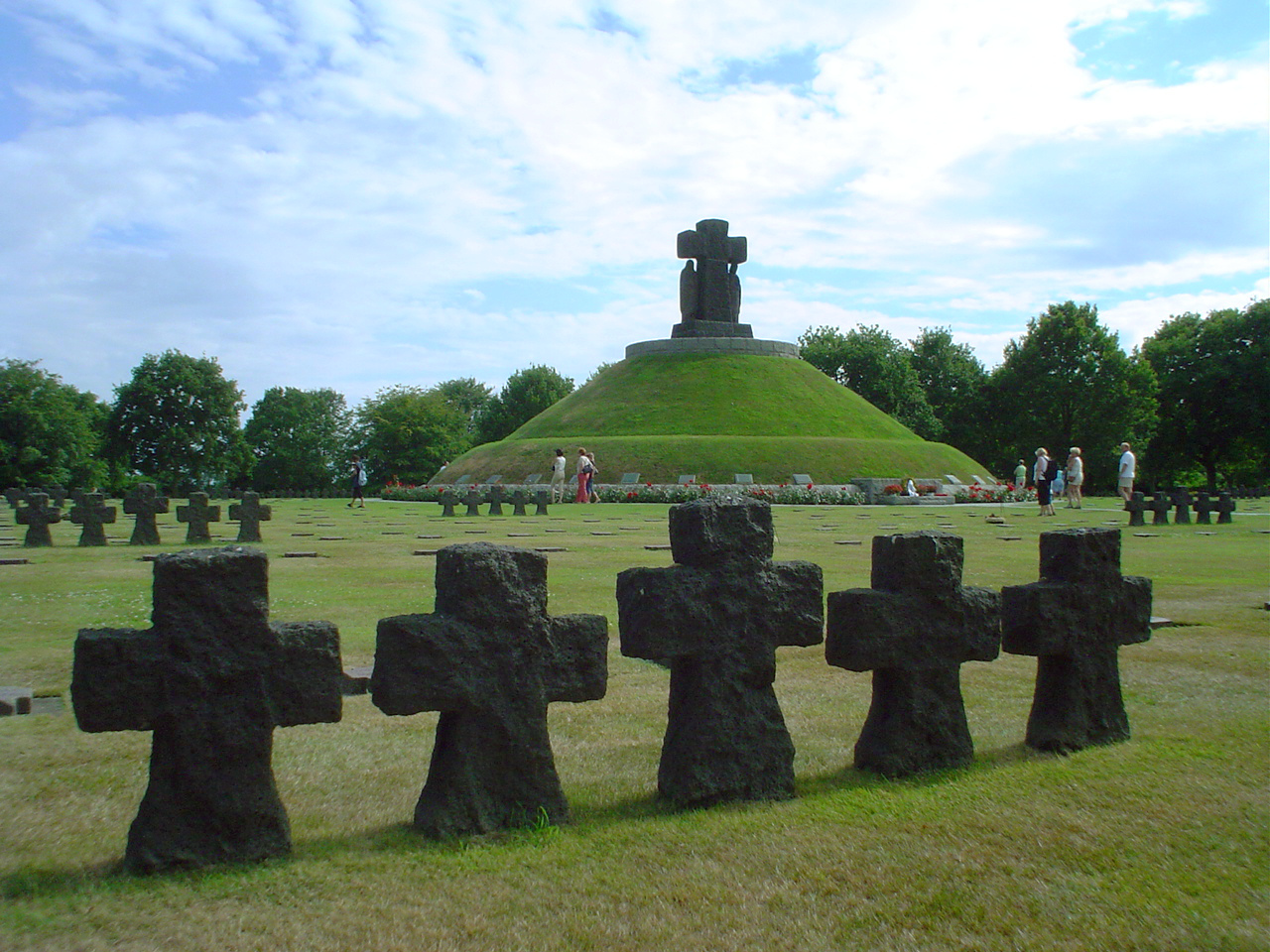
La Cambe, es el mayor cementerio militar alemán de la región. La mayoría de los sepultados aquí murieron en la Playa de Omaha.

Al observar la acumulación de embarcaciones frente a la playa y en un intento de contener lo que se consideraban penetraciones sin importancia en Omaha, se separó un batallón del regimiento 915.º, que se desplegaba para enfrentarse a los británicos, al este. Junto con una compañía antitanque, esta fuerza se unió al regimiento 916.º y se entregó a un contraataque en la zona de Coleville a primera hora de la tarde. Fue detenida por la "firme resistencia americana" y recibió graves bajas. La situación estratégica en Normandía impedía reforzar a la debilitada división 352.ª. La principal amenaza que percibían los alemanes estaba en las cabezas de playa británicas al este de Omaha, y estas recibieron la mayor atención de las reservas móviles alemanas en la zona inmediata de Normandía. Se hicieron preparativos para traer a las unidades apostadas para la defensa de Bretaña, al suroeste de Normandía, pero estas no llegarían con rapidez y estarían sujetas a las pérdidas infligidas durante el desplazamiento por la aplastante superioridad aérea de los aliados. La última reserva de la división 352.ª, un batallón de ingenieros, se unió al regimiento 916.º por la tarde. Se desplegó para emprender la defensa contra el esperado intento de penetración por parte de la cabeza de playa de Colleville-St. Laurent, establecida en el frente del 16.º RCT. A medianoche, el general Dietrich Kraiss, comandante de la división 352.ª, informando de las pérdidas totales de hombres y material en las posiciones costeras, advirtió de que tenía suficientes fuerzas para contener a los estadounidenses en D+1, pero que necesitaría refuerzos después, aunque la respuesta que recibió fue que ya no quedaban más reservas.

## Final del día

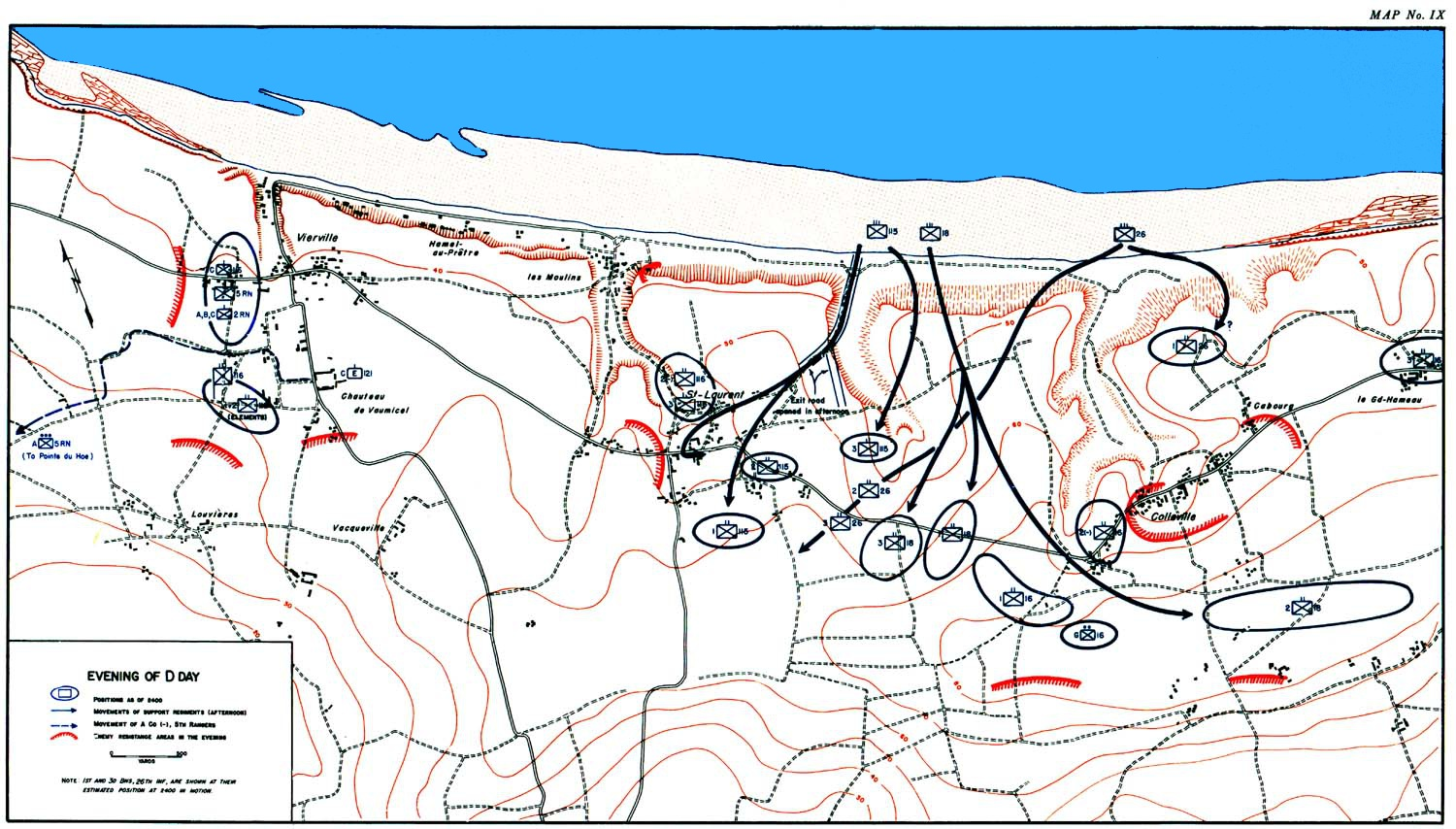
Mapa histórico oficial que muestra la extensión de los avances realizados al llegar la noche

Tras las penetraciones al interior, una serie de acciones individuales confusas y muy batalladas empujaron las posiciones apenas dos kilómetros y medio hacia la zona de Coleville, al este, menos todavía hacia el oeste de St. Laurent y una penetración aislada en la zona de Vierville. Todavía luchaban pequeñas bolsas de resistencia enemiga tras la línea del frente estadounidense y toda la cabeza de playa soportaba fuego de artillería. A las 21:00, el desembarco del 26.º RCT completó todo el desembarco de artillería planeado, pero las pérdidas de equipamiento fueron altas, incluyendo 26 piezas de artillería, más de 50 tanques, unos 50 vehículos de desembarco y 10 naves de mayor tamaño De las 2400 toneladas de suministros que se planeaba desembarcar durante el día D, solo se desembarcaron 100 toneladas. Las bajas del V Cuerpo se estimaron en 3000 muertos, heridos y desaparecidos. Los que recibieron más bajas fueron la infantería, los tanques y los ingenieros de los primeros desembarcos. Los RCT 16.º y 116.º perdieron unos 1000 hombres cada uno. Solo cinco tanques del 741.º batallón de tanques estaban listos para la acción al día siguiente. La división 352.ª alemana sufrió 1200 muertos, heridos o desaparecidos; alrededor de un 20% de su fuerza. Su despliegue en la playa causó tantos problemas que el general Bradley, comandante del Primer Ejército de Estados Unidos, llegó a considerar la evacuación de Omaha en cierto momento, mientras que el mariscal de campo Montgomery consideró la posibilidad de desviar a las fuerzas del V Cuerpo hacia la Playa de Gold.

## Conclusión

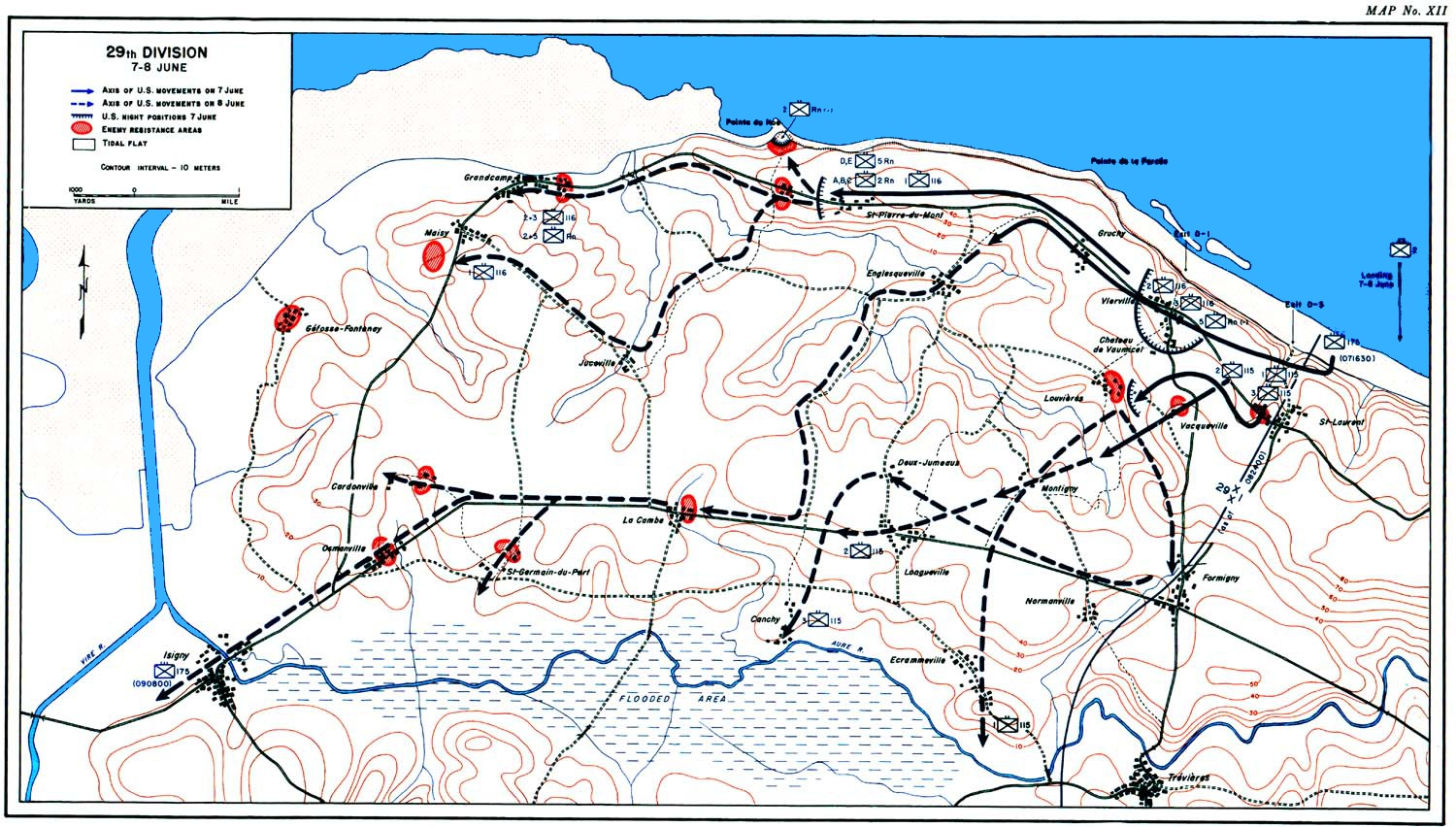
Mapa histórico oficial que muestra los avances realizados por la 29.ª División de Infantería en los días inmediatamente posteriores al día D

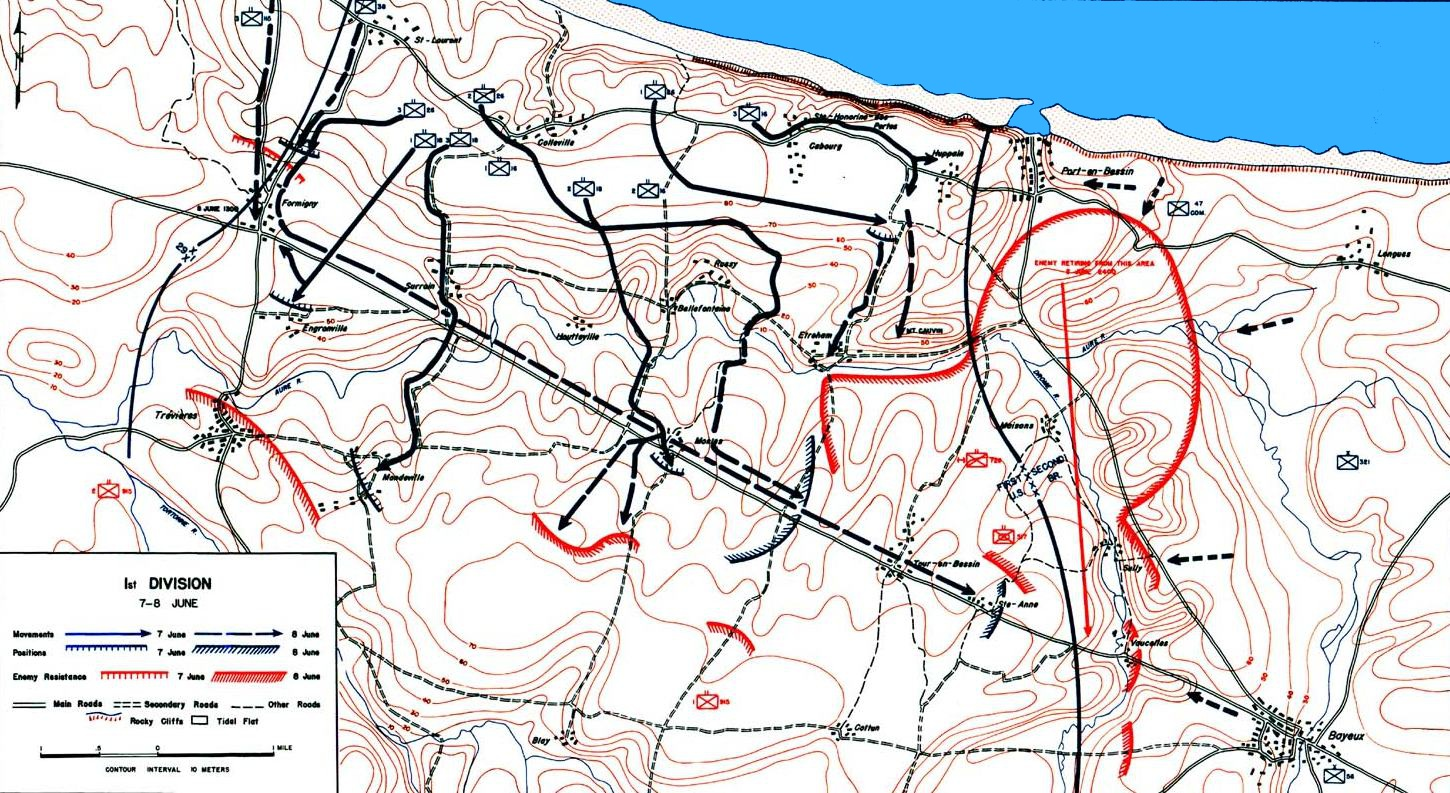
Mapa histórico oficial que muestra los avances realizados por la 1.ª División de Infantería en los días inmediatamente posteriores al día D

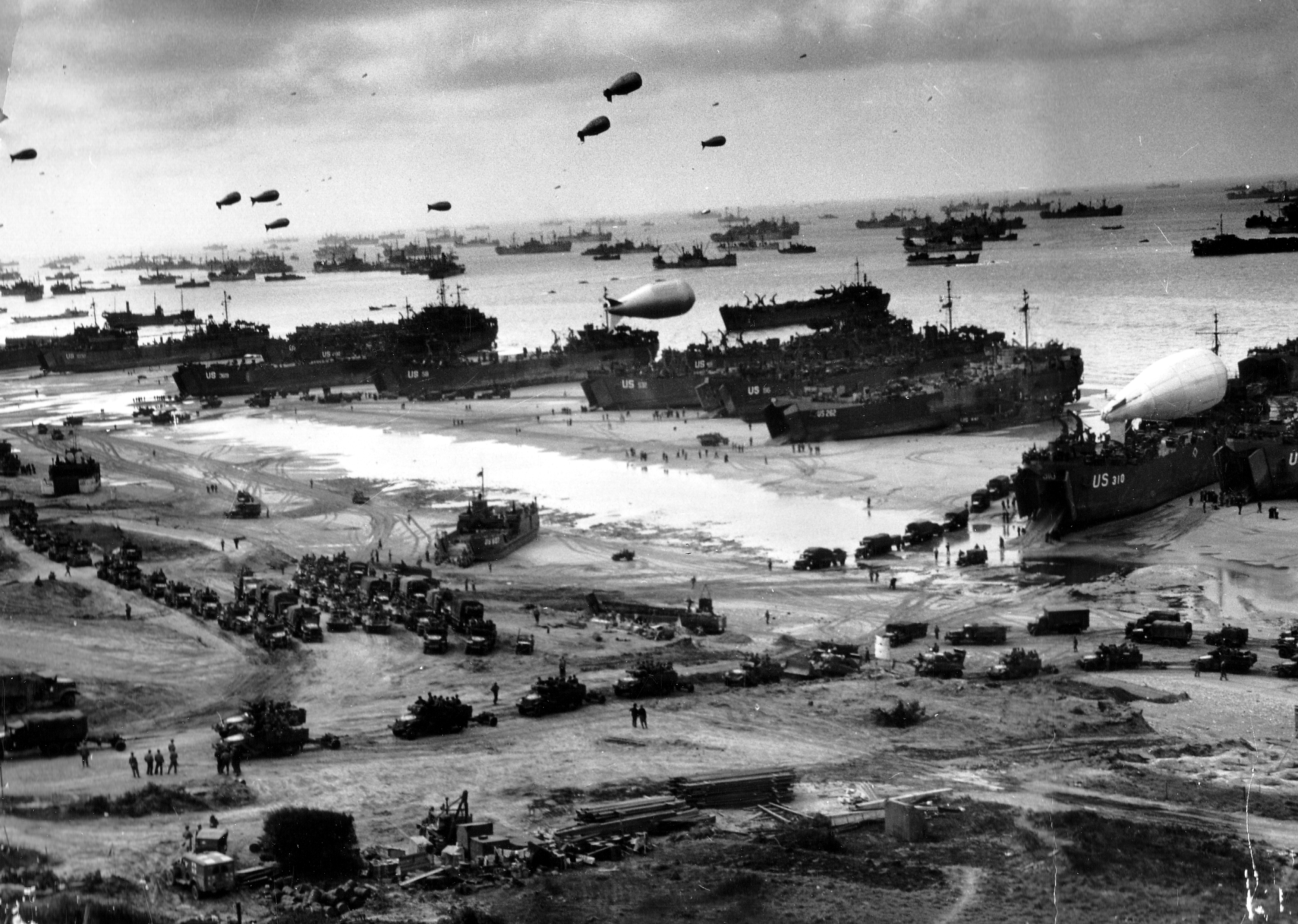
Desembarco de suministros y refuerzos en la Playa de Omaha en los días posteriores a los desembarcos

Las posiciones ganadas durante el día D en la Playa de Omaha, dos puntos aislados, fueron las más modestas de todas las playas del día D. Con el objetivo original todavía sin cumplir, la prioridad para los aliados era conectar todas las cabezas de playa de Normandía. Durante el transcurso del 7 de junio, aunque todavía estaba bajo un fuego de artillería un tanto aleatorio, la playa ya estaba preparada como zona de suministros. Se hundieron deliberadamente barcos cargueros sobrantes para formar un rompeolas artificial y, aunque todavía estaba por debajo de lo planeado, ese día se desembarcaron 1429 toneladas de suministros.
Completada la fase del asalto a la playa, los RCTs se reorganizaron en regimientos y batallones de infantería y, durante el transcurso de los dos días siguientes, cumplieron los objetivos originales del día D. En el primer frente de división, el 18.º Regimiento de Infantería bloqueó un intento de dos compañías del 916.º y 726.º de Granaderos de escaparse del WM-63 y de Coleville, ambos capturados por el 16.º Regimiento de Infantería que también avanzó hasta Port-en-Bessin. El principal avance lo realizó el 18.º Regimiento de Infantería hacia el sur y el sureste, al que se había unido el Tercer Batallón del 26.º Regimiento de Infantería. Donde más resistencia se encontró fue en Formigny, donde las tropas de mando del segundo batallón del 916.º de Granaderos recibieron refuerzos de tropas del segundo batallón del 915.º de granaderos. Los ataques de la 3/26 y la B/18 con apoyo de los tanques de la B/745 fueron refrenados y el pueblo no cayó hasta la mañana del 8 de junio. La amenaza de un contraataque acorazado mantuvo al 18.º Regimiento de Infantería a la defensiva durante el resto del día 8 de junio. Los tres batallones del 26.º Regimiento de Infantería, que se habían unido a los Regimientos 16.º, 18.º y 115.º el día anterior, pasaron el día 8 de junio reorganizándose antes de avanzar hacia el este, forzando al primer batallón alemán del 726.º de Granaderos a pasar la noche saliendo de las posiciones formadas entre Bayeux y Port-en-Bessin. En la mañana del 9 de junio, la Primera División había establecido contacto con el XXX Cuerpo Británico, conectando así Omaha con la Playa de Gold.
En el frente de la 29.ª división, dos batallones del 116.º Regimiento de Infantería eliminaron a los últimos defensores de los acantilados mientras que el otro batallón, el 116.º, se unió a los Rangers en su movimiento hacia el oeste por la costa. Esta fuerza socorrió a las compañías del Segundo de Rangers, que durante el 8 de junio defendieron Pointe du Hoc y posteriormente forzaron al 914.º batallón de Granaderos y al 439.º batallón Ost alemanes a retirarse de la zona de Grandcamp, que se encontraba más al oeste. A primera hora del 7 de junio, el WN-69, que defendía St. Laurent, fue abandonado, y con ello el 115.º Regimiento de Infantería pudo progresar al interior hacia el suroeste, llegando a la zona de Formigny el mismo 7 de junio y a la línea prevista para el día D el día siguiente. El tercer regimiento de la 29.ª División, el 175.º, empezó a desembarcar el 7 de junio. La mañana del 9 de junio, este regimiento tomó Isigny y durante la noche del día siguiente las patrullas de vanguardia establecieron contacto con la 101.ª División Aerotransportada, conectando así Omaha con la Playa de Utah.
Mientras tanto, el defensor original de Omaha, la 352.ª División, estaba siendo reducido a un ritmo constante. La mañana del 9 de junio se informó de que esta división había sido "...reducida a 'pequeños grupos'...", mientras que el 726. Regimiento de Granaderos había "...prácticamente desaparecido". El 11 de junio se consideraba que la efectividad de la 352.ª era "muy leve", y el 14 de junio el cuerpo de mando alemán informaba de que la 352.ª estaba completamente agotada y era necesario retirarla de la línea.
Una vez que se había asegurado la cabeza de playa, la Playa de Omaha se convirtió en la sede de uno de los dos puertos Mulberry, puertos artificiales prefabricados que se remolcaban en piezas a través del Canal de la Mancha y se montaban frente a la misma orilla. La construcción del 'Mulberry A' comenzó en Omaha el día siguiente al día D con el hundimiento deliberado de barcos para formar un rompeolas. En D+10 el puerto se hizo operativo en cuanto se completó el primer muelle, el LST 342, en el que atracaron y descargaron 78 vehículos en 38 minutos. Tres días después empezó a soplar la peor tormenta que había azotado Normandía en 40 años, que rugió durante tres días y no amainó hasta la noche del 22 de junio. El puerto estaba tan destrozado que se decidió no repararlo, y los suministros se descargaron directamente en la playa hasta que se capturaron otras instalaciones portuarias. En los pocos días que estuvo operativo el puerto se desembarcaron 11000 tropas, 2000 vehículos y 9000 toneladas de equipamiento y suministros. Durante los 100 días posteriores al día D, a través de la Playa de Omaha se desembarcaron más de 1 000 000 de toneladas de suministros, 100 000 vehículos y 600 000 hombres, y se evacuaron 93 000 bajas.
Hoy todavía se pueden ver los dentados restos del puerto cuando la marea está baja en Omaha. El banco de rocas ya no está al ser despejado por los ingenieros durante los días posteriores al día D para facilitar el desembarco de suministros. La línea de playa está más construida y la carretera de la playa ampliada, pero la geografía de la playa permanece tal como era y los restos de las defensas costeras todavía se pueden visitar. En la cima del acantilado que domina Omaha, cerca de Coleville, se encuentra el cementerio estadounidense. En 1988 se descubrieron partículas de metralla en la arena de la playa.